# Illinois (pleme)
Illinois ali tudi Illini. Konfederacija ameriških Indijancev, sestavljena iz plemen Cahokia, Kaskaskia, Michigamea, Moingwena, Peoria in Tamaroa. Illinoisi so pripadali jezikovni družini Algonquian in so prvi sorodniki Miami Indijancev, verjetno so nekoč tvorili en narod. Ozemlje Illinoisov se je sredi 17. stoletja nahajalo v južnem Wisconsinu, severnem Illinoisu in delih Iowe in Missourija. Takrat jih je bilo okoli 6.500 tisoč, morda celo več, kot trdijo nekateri avtorji. Jacques Marquette in Louis Jolliet sta verjetno prva Evropejca, ki sta prečkala (1673) njihovo ozemlje. Oče Claude Jean Allouez, jezuitski misijonar, jih obišče leta 1676 in ostane z njimi več let. Leta 1750 se zapletejo v vojno z Indijanci Sioux, Fox in Irokezi, kar jim je zmanjšalo populacijo na zgolj 2.000. Leta 1769 je umor slavnega poglavarja Pontiaca, ki ga je ubil nek Indijanec Kaskaskia v vasi plemena Cahokia, izzval jezerska plemena (Chippewa, Ottawa, Potawatomi, Kickapoo in Sauk in Fox) v vojno do iztrebljenja Illinoisov. Ta vojna je trajala nekaj let, le nekaj preživelih Illinoisov pa je našlo zaščito (azil) pri svojih francoskih prijateljih v naselju Kaskaskia. Do leta 1800 jih je ostalo le 150. Leta 1833 preostali pripadniki, zastopani s plemenoma Kaskaskia in Peoria, prodajo plemenska zemljišča v severnem Illinoisu in se odpravijo na pot zahodno od Mississippija. Potomci teh dveh plemen danes živijo v severovzhodni Oklahomi s plemenoma Wea in Piankashaw (iz plemena Miami). Celotna skupina postane znana kot Peoria, leta 1908 jih je 204. Peorie leta 1959 izgubijo zvezni status, vendar je leta 1978 Kongres ponovno izglasoval priznanje. Leta 1990 se je njihovo število v ZDA povečalo na 1.300.

## Ime
Sami sebe imenujejo Iliniwek, kar izvira iz ilini = man, iw pomeni is + ek množinska končnica, kar so Francozi pretvorili v -ois. Irokezi so jih imenovali tudi Chicktaghicks, Geghdageghroano ali Kighetawkigh Roanu. Huroni Indijanci so jih imenovali Witishaxtánu, kar izvira iz Ushaxtáno, njihove besede za reko Illinois.

## Plemena in lokalne skupine
Prva poročila o "Illinois/Inoca/Illini" kažejo na vsaj dvanajst plemen (okoli 1680), vendar so nekatera od teh morda različna imena istega plemena:
- Cahokia (izgovorjava: "ca•HO•ki•a", živeli so v poznem 16. in zgodnjem 17. stoletju v središču ozemlja "Illinois/Inoca" ob reki Mississippi v jugozahodnem Illinoisu in neposredno južno od Tamaroa)

- Chepoussa ali Chipussea (izgovorjava: "che•POUS•sa"), običajno se omenjajo v povezavi z Michigamea, živeli so v severovzhodnem Arkansasu in jugovzhodnem Missouriju ob Black River, pritoku reke White River (ob kateri so se naselili Michigamea) in so bili tako eno najjužnejših plemen "Illinois/Inoca", kasneje so z njimi naselili današnje zgodovinsko najdišče, imenovano "Kolmer Site", njihova zgodovina je od tu naprej enaka zgodovini Michigamea – za več informacij glej Michigamea)

- Chinko ali Chinkoa (izgovorjava: "CHIN•ko")

- Coiracoentanon ali Korakoenitanon (izgovorjava: "coi•ra•coen•TAN•on"), živeli so ob spodnjem toku reke Des Moines in tako jugovzhodno od Moingwena in južno od Peoria, del se jih je kasneje pridružil Kaskaskia, večina pa Peoria, zato so kmalu izgubili svojo identiteto)

- Espeminkia ali Ispeminkia (izgovorjava: "es•pe•MIN•ki•a")

- Kaskaskia, Kaaskaaskiwa, Kaskaskahamwa ali Kaahkaahkiaki (onomatopeja za "dolgotipalčnico (Katydid)" torej "ljudstvo Katydid (Tettigonia viridissima)", (izgovorjava: "kas•KAS•ki•a"), v poznem 16. stoletju so Kaskaskia naseljevali severovzhodni del ozemlja "Illinois/Inoca" v zgornji dolini reke Illinois jugozahodno od Lake Michigan. Kaskaskia so konec 17. stoletja skupaj s sosednjimi plemeni Illinois/Inoca naseljevali veliko vas na severnem bregu reke Illinois blizu današnje vasi North Utica, Illinois, ki je bila znana kot Grand Village of Kaskaskia (tudi: Grand Village of the Illinois ali Old Kaskaskia Village) (blizu današnjega "Starved Rock State Park"). Zaradi agresivnega prodiranja plenilskih skupin Irokezov med bobrovimi vojnami so Kaskaskia okoli leta 1700 zapustili svoj dom ob reki Illinois in se preselili k izlivu po njih poimenovane [askaskia River v jugozahodnem Illinoisu; na sotočju rek Kaskaskia in Mississippi so ustanovili svojo novo glavno naselbino, imenovano Kaskaskia (ki je bila od 1809 do 1820 celo glavno mesto Illinoisa) in so ostali na tem območju do začetka 19. stoletja.)

- Maroa, Maroua ali Omouahoa (po grobo narisanem zemljevidu jezuitov in raziskovalca Fr. Jacques Marquetta, so v 17. stoletju živeli na območju, ki danes obsega dele Illinoisa in Indiane, pogosto se jih obravnava le kot skupino Tamaroa, hitro so izgubili svojo identiteto in preživeli so se jim pridružili)

- Michibousa (izgovorjava: "mich•i•BOU•sa")

- Michigamea, Mitchigamea, Michigamie ali Meehcikamia oz. Mihshikamiia (izgovorjava: "mich•i•GA•me•a"), prvotno morda iz okolice današnjega Chicaga, so jih v poznem 16. stoletju sovražni Sauk in Fox) pregnani proti jugu v severovzhodni Arkansas in so se naselili kot najjužnejše pleme ob reki St. Francis in White River, vendar so se okoli leta 1700 morali umakniti pred plemenom Quapaw in so se vrnili k reki Mississippi in gornji Sangamon River v jugozahodnem Illinoisu; tukaj so postavili več vasi blizu francoske utrdbe (Fort de Chartes), skupaj s Chepoussa so naseljevali močno utrjeno vas z palisadami (današnje zgodovinsko najdišče imenovano „Kolmer Site“) – vendar je bila ta že leta 1752 napadena, požgana in večina prebivalstva pobita s strani zavezništva sovražnih plemen – Fox, Sioux in Cherokee – (del francosko-indijanske vojne). Preživeli Michigamea so postavili novo naselje (današnje zgodovinsko najdišče imenovano „Waterman Site“) v neposredni bližini ali pa so se pridružili Kaskaskia.)[3]

- Moingwena, Moingona ali Mooyinkweena (izgovorjava: „moin•GWE•na“), prvotno so živeli južno od z njimi tesno povezanih Peoria – včasih jih celo obravnavajo kot podpleme Peoria – ob Zgornji Des Moines River, ki je bil verjetno poimenovan po tem plemenu – Riviere de Moingwena)[4]

- Peoria, Peroveria, Pewaria, Pewarea ali Peewaareewa, sodobna izgovorjava Peewaalia oz. Peewaaliaki (dobesedno: Nekdo pride in nosi breme na hrbtu, (izgovorjava: „pe•O•ri•a“), v poznem 16. stoletju so naseljevali severozahod ozemlja „Illinois/Inoca“ ob pritokih reke Mississippi v jugovzhodni Iowi in severovzhodnem Missouriju; Francozi so leta 1673 obiskali veliko vas blizu izliva reke Des Moines River; kasneje so se Peoria preselili vzhodno v dolino reke Illinois in leta 1691 postavili svojo glavno vas blizu današnjega mesta Peoria, Illinois, to je bilo priljubljeno lovišče in je bilo zato poimenovano po bližnjem Peoria Lake, naravni razširitvi reke Illinois, kot Pimiteoui / Pee-Mee-Twee („debelo, bogato jezero“). V 1760-ih pa so Peoria zapustili dolino Illinoisa in se preselili južno k reki Mississippi v jugozahodnem Illinoisu in vzhodnem Missouriju.)

- Tamaroa ali Tamarowa ("odrezan rep" in se je nanašal na totemno žival, kot je medved ali divja mačka, (izgovorjava: „ta•ma•RO•a“), v poznem 17. stoletju in zgodnjem 18. stoletju so Tamaroa živeli na obeh straneh reke Mississippi na območju sotočja z reko Illinois in reko Missouri v vzhodnem Missouriju in jugozahodnem Illinoisu, neposredno jugovzhodno od njih so živeli Cahokia in še naprej jugozahodno Michigamea; Tamaroa so se skupaj s Cahokia kasneje preselili v bližino Kaskaskia ob izlivu reke Kaskaskia v današnjem Illinoisu. Tam so živeli blizu francoskega naselja Kaskaskia (in hkrati glavnega naselja Kaskaskia) in trpeli zaradi evropskih bolezni, proti katerim niso mogli razviti odpornosti. Poleg tega so se pojavile vojne proti sovražnim plemenom, kot so Chickasaw in Shawnee ter razširjen alkoholizem, tako da se je število prebivalcev tukaj naseljenih plemen „Illinois/Inoca“ še naprej dramatično zmanjševalo.)

- Tapouaro, Taponero, Taporoua ali Tapuaro (izgovorjava: „ta•POUA•ro“), živeli so v vzhodnem Iowi in zahodnem Illinoisu ob spodnjem toku reke Iowa do izliva v Misisipi)[5]

Okoli leta 1750 so se – verjetno zaradi epidemij in nenehnih vojn – več plemen pridružilo sosednjim večjim plemenom in izgubilo svojo identiteto, tako da je obstajalo le še pet plemen, katerih identiteta velja za zanesljivo:
- Cahokia (pleme)

- Kaskaskia (pleme) (ter nekateri Michigamea)

- Michigamea (ter preživeli Chepoussa)

- Peoria (pleme) (ter preživeli Moingwena) in

- Tamaroa (pleme) (ter kasneje vsi preživeli Cahokia in Maroa)

Od teh petih plemen so leta 1818 obstajali le še Kaskaskia (Kaskaskia ter preživeli Cahokia, Coiracoentanon, Chepoussa, Maroa, Tamaroa in Michigamea) in Peoria, ki so zaradi napredujoče meje v pogodbi z ZDA odstopili vse zahtevke in zemljiške pravice vzhodno od reke Misisipi; danes obstaja le še Peoria Indian Tribe of Oklahoma (ki ga sestavljajo tudi številni potomci plemen Miami, Wea (Waayaahtanooki) in Piankashaw (Peeyankihšiaki)).

## Zgodovina

### Zgodnja zgodovina in napadi Irokezov
Glej tudi: Bobrove vojne
 Konfederacija Illinois  ali tudi  Konfederacija Illini, ki so se je sosedje sprva bali in jo spoštovali, je pred stikom prevladovala v srednji dolini Mississippija, vendar so jih prvi učinki Evropejcev dosegli dolgo, preden so srečali svojega prvega belca. Ti so jim morda sprva celo koristili. Epidemije, ki jih je pustila odprava De Soto (1539-43), so opustošile velik del jugovzhodnih Združenih držav. Ko so se sosednja plemena premikala proti jugu, da bi zapolnila prazne prostore, ki so nastali zaradi množičnega izumrtja prvotnega prebivalstva, so se nekatere skupine Illinijev očitno lahko razširile proti jugu vzdolž Mississippija v severni Arkansas. Vendar pa so kasnejši učinki trgovine s krznom in bobrovih vojn kmalu izničili te zgodnje pridobitve.
Čeprav je leto 1628 uradni datum za začetek bobrovih vojn, se je povečano medplemensko vojskovanje za nadzor nad trgovino z Evropejci začelo takoj, ko so se prva krzna zamenjala med Micmaci in evropskimi ribiči v kanadskih pomorskih provincah leta 1519. Do takrat, ko so Francozi leta 1604 ustanovili svojo prvo trgovsko postajo v New Brunswicku, so algonkinsko govoreči Micmaci, Algonkini, Montagnaisi (Innu) in Maleciti (Abenaki) prisilili Laurentinske Irokeze (bodisi Hurone ali Irokeze), da so zapustili spodnjo reko St. Lawrence pri Quebecu, kjer je Jacques Cartier leta 1534 prvič našel njihove vasi. Ko so Francozi kmalu zatem preusmerili svojo trgovino na St. Lawrence, so se Algonkini in Montagnaisi povezali s Huroni in se borili z Irokeško ligo za nadzor nad zgornjo reko. Francozi so se nevede odločili posredovati v tej vojni in so se leta 1609 pridružili algonkinski vojni skupini, ki je premagala Mohawke (Irokeze) v bitki pri jezeru Champlain. V dveh letih so Algonkini pregnali Irokeze iz zgornjega St. Lawrencea, vendar so si Francozi ustvarili nevarnega sovražnika.
Namesto da bi tiho izginili, so Irokezi po letu 1610 začeli trgovati z Nizozemci vzdolž zgornje reke Hudson v New Yorku. Njihov tekmec v tej trgovini je bila konfederacija Mahican, skoncentrirana blizu današnjega Albanyja New York. Po vrsti vojn so Irokezi leta 1628 premagali Mahicane in postali prevladujoči nizozemski trgovinski partner. Hkrati je med vojno v Evropi med Britanijo in Francijo flota britanskih zasebnikov (nekateri bi rekli piratov) leta 1629 zavzela Quebec, kar je prekinilo pretok francoskega trgovskega blaga do Algonkinov in drugih francoskih trgovinskih partnerjev. Irokezi so to izkoristili in napadli Algonkine, da bi ponovno zavzeli dolino St. Lawrence, kar je pomenilo uradni začetek bobrovih vojn (1629-1701). Do takrat, ko je bil Quebec leta 1632 vrnjen Franciji, so Irokezi (čigar trgovina z Nizozemci ni bila prekinjena) pregnali Montagnaise in Algonkine iz zgornjega St. Lawrencea in grozili, da bodo prekinili trgovsko pot skozi dolino reke Ottawa do Velikih jezer.
Da bi ponovno vzpostavili ravnotežje moči v korist svojih zaveznikov, so Francozi začeli prodajati strelno orožje in strelivo v omejenih količinah Huronom in Algonkinom. To orožje, pa tudi jeklene sekire in noži, se je kmalu razširilo na druga plemena, Nizozemci pa so se odzvali z dobavo orožja Irokezom. Medtem so Švedi ob reki Delaware in Britanci v Novi Angliji oboroževali druga plemena. Razvila se je oboroževalna tekma, v kateri so imela plemena, ki so dobavljala največ krzna, vojaško prednost pred tistimi, ki niso. Začetni spopadi v tridesetih letih 17. stoletja so se odvijali v vzhodnih Velikih jezer, predvsem med Irokezi in Huroni, vendar so se, ko so trgovska plemena izčrpala bobra v svojih domovinah, začela polastiti lovskih ozemelj drugih in bobrove vojne so se razširile proti zahodu.
Človek bi pomislil, da bi bili Illini ob Mississippiju, ki jih je od tega konflikta ločilo 700 mi (1.100 km), imuni, vendar temu ni bilo tako. V poznih tridesetih letih 17. stoletja so se francoski zavezniki, oboroženi s strelnim orožjem in jeklenim orožjem, preselili v spodnji Michigan, da bi prevzeli lovsko ozemlje od tamkajšnjih Foxov, Saukov, Mascoutenov, Kickapoojev in Potawatomijev in do prve polovice štiridesetih let 17. stoletja, ta plemena so bila prisiljena iskati zatočišče čez jezero Michigan v Wisconsinu. Prve skupine beguncev so bile razmeroma majhne in očitno niso motile Illinijev. Vendar pa so se Winnebago pri Green Bayu že nekaj časa pred tem borili proti širjenju Ojibwejev proti jugu in niso bili pripravljeni sprejeti novincev. Ko je prva skupina Potawatomijev poskušala naseliti se blizu Green Baya leta 1641, so jih Winnebago prisilili na sever. Kmalu zatem so napadli Foxe, ki so se naselili na zahodni strani jezera Winnebago.
Na tej točki so Winnebago doletele številne nesreče. Na poti v kanujih, da bi napadli Foxe, je vojno skupino Winnebago na jezeru zajela nevihta in 500 njihovih bojevnikov se je utopilo. Ta izguba je Foxom dala premoč in za obrambo so se Winnebago umaknili v eno veliko utrjeno vas pri Green Bayu. Vendar pa so begunci v Wisconsin prinesli več kot le sebe,in prenatrpane razmere znotraj utrdbe Winnebago so bile popolne za epidemijo, ki jih je prizadela z uničujočim učinkom. Zdesetkani in obkroženi, Winnebago niso mogli pobrati svoje koruze in so bili v nevarnosti lakote. Očitno je obstajala dolga zgodovina spopadov med Illiniji in Winnebago glede južnega Wisconsina, vendar so se na tej točki Illiniji usmilili svojih starih sovražnikov in morda v upanju na zavezništvo proti begunskim plemenom, ki so preplavljala njihovo lastno domovino, poslali 500 bojevnikov z veliko zalogo hrane obleganim Winnebago.
Winnebago so pozdravili svoje dobrotnike in priredili veliko pojedino v njihovo čast. Vendar pa so se njihovi spomini na prejšnje vojne izkazali za premočne za Winnebago in sredi praznovanja so skrivaj prerezali tetive lokov svojih gostov in jih nato umorili, da bi pomirili duhove svojih bojevnikov, ki so umrli v prejšnjih bitkah z Illiniji. Kasneje so trupla Illinijev postala del pojedine Winnebago. Illiniji niso sumili, kaj se je zgodilo, dokler se njihovi bojevniki niso vrnili naslednjo pomlad, toda ko so bili poslani bojevniki, da bi raziskali, so odkrili njihove kosti, raztresene po zapuščeni vasi Winnebago. Pričakujoč maščevanje, so se Winnebago preselili v utrdbo na otoku sredi jezera, popolno obrambo, saj je bilo za Illinije nemogoče prenesti svoje težke izdolbene kanuje vse do Wisconsina, da bi jih napadli. Illiniji pa so se izkazali za potrpežljive in čakali, dokler jezero tisto zimo ni zamrznilo.
Velika vojna skupina je bila poslana, da se maščuje, toda ko je prečkala zamrznjeno jezero v vas, je odkrila, da Winnebago niso bili prisotni zaradi zimskega lova. Po šestdnevnem zasledovanju so Illiniji ujeli Winnebago na odprtem in jih skoraj uničili – le nekaj jih je pobegnilo, da bi našlo zatočišče pri Menominee. Illiniji so vzeli 150 ujetnikov (večinoma žensk in otrok) nazaj v svoje vasi kot sužnje in jim po več letih težke uporabe dovolili, da se vrnejo k svojim sorodnikom v Wisconsin. Manj kot 500 Winnebago je preživelo to vojno iztrebljanja s strani Illinijev, da bi zagotovili jedro za preživetje svojega plemena. Winnebago nikoli niso odpustili Illinijem, vendar so bili takrat premalo številčni, da bi ogrozili konfederacijo Illinijev. Bili so tudi premalo številčni, da bi se uprli poplavi begunskih plemen v Wisconsin v 1650-ih in z maščevanjem so Illiniji tudi odstranili enega svojih redkih možnih zaveznikov proti novincem.
Nazaj na vzhodu so Irokezi leta 1649 preplavili in uničili konfederacijo Huron in se nato obrnili proti svojim zaveznikom. V naslednjih dveh letih so premagali Tionontatije (Iroquois pleme), Algonkine in Nevtrale (Iroquois pleme) in potem ko so povečali svoje vrste z na tisoče ujetnikov, so podpisali mir, da bi Francoze ohranili nevtralne in leta 1653 napadli pleme Erie (Iroquois pleme) v severnem Ohiu. Čeprav niso imeli strelnega orožja, so se Erie izkazali za trdnega nasprotnika in Irokezi so jih potrebovali do leta 1656, da so jih podredili. Medtem so njihove vojne skupine so vdrle v spodnji Michigan in dokončale izgon preostalih plemen. Tok beguncev je postal poplava, saj so Miami potisnili v severni Illinois in vzhodno Iowo, skupine Shawnee pa so se preselile v osrednji Illinois. Čeprav je časovni okvir negotov, se zdi, da so bili Dhegiha Sioux (Osage, Quapaw, Kansa, Omaha in Ponca) prisiljeni zapustiti svoje prvotne domove ob spodnjih rekah Ohio in Wabash ter se preseliti na nove lokacije zahodno od Mississippija. Omaha, Ponca in Kansa so nadaljevali pot navzgor po reki Missouri in niso predstavljali takojšnje težave za Illine, vendar so se zelo agresivni Osage naselili ob spodnji reki v osrednjem Missouriju in postali grožnja za Illine zahodno od Mississippija. Quapaw so se preselili v Arkansas in sčasoma prisilili Illinois plemeni Chepoussa in Michigamea, da so zapustili območje.
Zdi se, da so Illini sprejeli večino teh preselitev z določeno mero milosti in prav ta začetna velikodušnost jih je sčasoma spravila v težave. Nekatere skupine Tionontati, Neutrals in Huron so pobegnile Irokezom in se uspele umakniti na zahod. Za razliko od beguncev, ki so govorili algonkinsko, so te majhne skupine predstavljale veliko grožnjo Irokeški ligi, saj dokler so ti ostanki njihovih nekdanjih irokeških sovražnikov ostali svobodni, so bili Irokezi v nevarnosti vstaje tisočev svojih soplemenikov, ki so jih posvojili. Zaradi tega so bili Irokezi neusmiljeni v svojem preganjanju Tionontati-Huron (Wyandot) in leta 1653 napadli njihovo vas v Green Bayu v Wisconsinu. Težave Illinov z Irokezi so se začele, ko so leta 1650 dali zatočišče nekaterim Tionontati-Huron (in morda Neutrals). Seneca (Irokezi) so kmalu izvedeli za to in zahtevali, da jih Illini predajo. Ko so to zavrnili, so Seneca leta 1655 napadli vas Illinov. Seneca niso našli nobenega Hurona, ki so očitno odšli, da bi se pridružili svojim sorodnikom v Green Bayu, vendar so se Illini bojevniki hitro zbrali in kljub superiornemu irokeškemu orožju premagali Senece. Vendar Irokezi niso bili nagnjeni k odnehanju po enem samem neuspehu in njihove vojne skupine so se nenehno vračale. Do leta 1656 so bili Illini prisiljeni preseliti svoje vasi zahodno od reke Mississippi, kar je bila mogočna ovira, ki je Irokezi nikoli ne bi presegli.
Uničenje Huronov leta 1649 je pustilo francosko trgovino s krznom v razsulu in ker je bilo takrat v Severni Ameriki manj kot 400 Francozov, niso bili v položaju, da bi izzvali 25.000 dobro oboroženih Irokezov. Ko so zahodni Irokezi (Seneca, Cayuga in Onondaga) leta 1653 ponudili mir, so Francozi sprejeli in da bi zaščitili krhek sporazum, ustavili svoje potovanje do Velikih jezer. Vendar niso šli tako daleč, da bi Irokezom dali trgovinski monopol in so nadaljevali svojo trgovino s krznom tako, da so spodbujali nekdanje domorodne trgovinske partnerje, da so prinašali svoje krzno v Montreal, kar je Irokeze precej jezilo. Jezila jih je tudi prisotnost francoskih jezuitov v njihovih vaseh, ki so služili posvojenim huronskim spreobrnjencem. Irokezi so to tolerirali do zaključka svoje vojne z Erie, nato pa so se poskušali znebiti misijonarjev, ki so ustvarjali resne delitve znotraj Lige.
Po umoru jezuitskega ambasadorja leta 1658 se je vojna med Francozi in Irokezi nadaljevala ob reki St. Lawrence. Kljub temu so Ottawa in Wyandot zbirali krzno v Green Bayu in Chequamegonu (Ashland, Wisconsin) od drugih plemen (vključno z Illini) in z uporabo velikih flot kanujev, da bi se prebili mimo Irokezov na reki Ottawa, so ga prinašali Francozom v Montreal. Ker tega niso mogli ustaviti, so Irokezi šli za virom in začeli napadati begunska plemena v Wisconsinu. Po letih življenja v strahu so se Francozi odločili za resne ukrepe za spopadanje z Irokezi. Prestrašeni zaradi britanske osvojitve New Yorka od Nizozemcev leta 1664, je francoski kralj je prevzel nadzor nad Kanado (prej zasebno komercialno podjetje) in poslal polk rednih vojakov v Quebec. Njihova prva ofenziva proti domovini Irokezov ni uspela, vendar so se Francozi hitro učili in kmalu so bili Irokezi v defenzivi. Medtem so Francozi nadaljevali potovanje do Velikih jezer.
Prvi Francozi so bili trgovci s krznom in misijonarji, oba pa sta imela pomembno vlogo pri uničenju Illinijev. Leta 1665 so trgovec s krznom Nicolas Perrot, jezuit Claude-Jean Allouez in šest drugih Francozov spremljali 400 Otaw in Huronov ob njihovi vrnitvi na zahodna Velika jezera. Septembra so prispeli v Green Bay in tam preživeli zimo. Perot je ostal v Green Bayu, Allouez pa je želel stopiti v stik s spreobrnjenci Wyandot in Ottawa, ki so jih jezuiti spreobrnili pred katastrofo leta 1649,in se odpravil v njihovo vas Chequamegon na južni obali Gornjega jezera. Tu se je leta 1667 srečal s skupino Illinijev, ki so prišli trgovati s krznom, kar je bilo prvo znano srečanje Illinijev in Evropejcev.
Do leta 1667 so ponavljajoči se napadi francoskih vojakov na njihovo domovino prisilili Irokeze k sklenitvi miru. Njihov sporazum s Francozi je bil pomemben, saj se je razširil tudi na francoske domorodne zaveznike in trgovske partnerje, vključno s tistimi ob Velikih jezerih. To je prineslo prepotrebno olajšanje od nenehne vojne, ki je prizadela regijo in Illinijem omogočilo previdno vrnitev v Illinois. Nekatere skupine so ostale zahodno od Mississippija, vendar so Kaskaskia in drugi ustanovili vasi ob reki Illinois, ena skupina (Negawichi) pa se je naselila blizu Green Baya, da bi trgovala s Francozi. Čeprav so povečane količine krzna dosegle Montreal, ni bilo vse "rožnato" s to novo situacijo. Povečana trgovina je poslabšala prenatrpanost begunskih plemen v Wisconsinu, saj so se rivalski lovci potegovali za dobavo krzna Francozom. Prekomerni lov je obremenil prekomerno izkoriščene vire regije, in ko se je lov širil proti zahodu, da bi zadovoljil povpraševanje, je to privedlo do vojne med begunci in Dakoti (Siouxi).
Napetost je povečevalo dejstvo, da so Ottawa, Wyandot in Potawatomi raje imeli prejšnjo ureditev, kjer so profitirali kot posredniki in so francoske trgovce s krznom v Green Bayu in Sault Ste. Marie obravnavali kot konkurente. Ta situacija se je poslabšala, ko so Francozi leta 1680 sklenili premirje med Dakoti in Saulteur Ojibwe ter nato začeli neposredno trgovati z Dakoti. Oboroževanje njihovih sovražnikov ni prikupilo Francozov Otawam, Wyandotom, Potawatomijem, Kickapoom, Mascoutenom, Foxom in Saukom v Wisconsinu, kar je pogosto vodilo do umorov ali ropov francoskih trgovcev. Kljub temu so Francozi v Wisconsinu ustanovili stalne trgovske postaje in misijone ter z uporabo svoje moči kot dobavitelji trgovskega blaga prevzeli vlogo posrednika v medplemenskih sporih in začeli prevladovati v odnosih med plemeni v zgornjih Velikih jezerih.
Illini so sprva trgovali s Francozi v Green Bayu in se občasno pridružili begunskim plemenom iz Wisconsina v njihovih vojnah proti Dakoti (staremu sovražniku Illinijev), vendar so kot prvotni prebivalci regije imeli nasprotujoče si zahteve po ozemlju na tem območju. Njihova lokacija je bila tudi daleč južno od Green Baya in očitno so bili tujci v notranjem krogu francoskega zavezništva, ki se je šele oblikovalo v sedemdesetih letih 17. stoletja. Dejstvo, da so bili tolerirani in ne sprejeti, bi imelo resne posledice v prihodnosti. Medtem so plemena Velikih jezer s pogodbo, podpisano na velikem svetu v Sault Ste. Marie leta 1671, privolila v formalno priključitev regije Franciji s strani Simona Daumonta. Francozi so priključili ozemlje, ki ga nikoli niso videli, zato je bil takojšen interes za njegovo raziskovanje. Ko sta slišala za "Veliko reko" na zahodu, sta se jezuit Jacques Marquette in trgovec s krznom Louis Joliet, v spremstvu petih vodnikov in veslačev iz Miami plemena leta 1673 odpravila iz St. Ignaca (Mackinac), da bi jo našla.
Njihova pot jih je vodila zahodno do Green Baya, navzgor po reki Fox do jezera Winnebago in nato uporabila Fox Portage, da bi dosegla reko Wisconsin. Nato so pri Prairie du Chien vstopili v Misisipi. Potovali so navzdol in vstopili v domovino Illini, kjer so srečali Peoria v vzhodni Iowi in Moingwena južneje pri ustju reke Des Moines. Dejansko sta Marquette in Joliet srečala le nekaj plemen poleg Illini (izjema sta bila pleme Missouri in Osage na spodnjem toku reke Missouri), dokler nista naletela na špansko trgovsko blago v vaseh Quapaw, ki so se nahajale pri vhodu v reko Arkansas in se obrnila nazaj. Njihova povratna pot je odstopala od prvotne poti in je sledila reki Illinois do prenosa na južnem koncu jezera Michigan. Marquette je našel vasi Illini, razpršene po celotni dolžini reke, zdaj pa so vključevale, na njegovo presenečenje, tudi Peoria in Moingwena, ki so, spodbudeni s prejšnjim srečanjem, zapustili Misisipi in se preselili vzhodno v Illinois. Presenečen je bil tudi, ko je izvedel, da so Illini že imeli strelno orožje in so ga uporabljali proti Shawneejem.
Marquette je razvil posebno ljubezen do Illini in bil odločen, da zanje ustanovi misijo. Priprave so se začele po njegovi vrnitvi v St. Ignace in pozno leta 1674 se je odpravil na povratno pot. Ujet v zimo, se je ustavil v Chicagu, kjer je zbolel. Tisto pomlad je nadaljeval pot in dosegel "veliko vas" Illini (Grand Kaskaskia) blizu današnje Utice, kjer je ustanovil svojo misijo. Njegova bolezen se je poslabšala in bil je prisiljen vrniti se v St. Ignace. Umrl je na poti in bil pokopan na vzhodni obali jezera Michigan pri ustju reke Marquette. Njegovi spreobrnjenci Ottawa iz St. Ignace so nekaj let kasneje obiskali njegov grob in kot je bila njihova navada za enega izmed svojih ljudi, so njegove kosti vzeli s seboj nazaj v St. Ignace.
Morda se kdo sprašuje o gorečnosti, ki je gnala ljudi, kot je Marquette, da so svoja misijonska prizadevanja potiskali do točke smrti, toda za mnoge je bila to tekma s časom, da bi preprečili svoje rojake, katerih trgovina s krznom je povzročala opustošenje in korupcijo med domorodnim prebivalstvom. Jezuiti so bili priča opustošenju, ki je nastalo med delom med Huroni in si niso želeli, da bi se to ponovilo med domorodnim prebivalstvom v notranjosti. Vendar so njihovi protesti v Parizu ostali neodgovorjeni, še posebej potem, ko se je Ludvik XIV. leta 1673 zapletel v spor z Vatikanom. Misijonarji so ostali zavezani ustavljanju širjenja trgovine s krznom, vendar jim ni uspelo. Njihov najresnejši nasprotnik je bil Louis de Buade, grof de Frontenac, ki je leta 1672 postal guverner Kanade. Frontenac je znan kot slab administrator, vendar močan zagovornik francoske ekspanzije. Njegov varovanec je bil René-Robert Cavelier, Sieur de La Salle.
La Salle, ki so ga v Franciji izobraževali jezuiti, je kmalu po prihodu v Novo Francijo leta 1666 postal njihova najhujša nočna mora. Do leta 1669 je raziskoval dolino Ohia za nova območja, ki bi jih odprl za trgovino. Ko je Frontenac leta 1675 zgradil Fort Frontenac (Kingston, Ontario), je La Salle služil kot njegov prvi poveljnik. Leta 1677 je La Salle kot Frontenacov osebni predstavnik obiskal Francijo in rekrutiral italijanskega vojaka sreče po imenu Henri de Tonti. Leta 1678 se je vrnil v Kanado s kraljevo avtoriteto za raziskovanje zahodnih območij Nove Francije in ustanovitev čim več trgovskih postojank. Naslednje leto je zgradil Fort Conti blizu Niagarskih slapov in nato Griffon, prvo jadrnico na jezeru Erie. S to prednostjo pri prevozu je La Salle preusmerjal tok krzna čez južna jezera v Fort Frontenac in obšel staro pot po dolini Ottawe do Montreala. Ni treba posebej poudarjati, da je njegova inovacija naletela na močno nasprotovanje trgovcev v Montrealu, francoskih trgovcev v Green Bayu in jezuitov. Vendar ga s Frontenacovo podporo niso mogli zakonito ustaviti, vendar se je Nova Francija kmalu razdelila na dva sovražna komercialna tabora.
La Salleova pozornost se je obrnila proti deželi Illinois, ki je bila zaradi svoje oddaljenosti od Green Baya večinoma neizkoriščena. Po letih čakanja, da Francozi vzpostavijo neposredno trgovino, so bili Illini željni, vendar je bila konkurenca med rivalskimi francoskimi trgovci lahko tako zahrbtna kot katero koli medplemensko rivalstvo. Francozi v Green Bayu so leta 1679, izkoriščajoč tradicionalno sovražnost med Miamiji in Illiniji, spodbudili Miamije in Mascoutene, da se naselijo blizu današnjega Chicaga, da bi La Salleu preprečili dostop do prenosa med jezerom Michigan in reko Illinois. Poglavar Mascoutenov Manso je celo šel tako daleč, da je trdil, da govori v imenu Irokezov, in opozoril Illinije, naj La Salleu ne dovolijo ustanavljati postojank na njihovem ozemlju. La Salle, v spremstvu očeta Louisa Hennepina, Henryja de Tontija in približno 30 drugih mož (mnogi so bili Sokoni Abenaki), se je izmuznil mimo in pozimi 1679-80 zgradil Fort Crevecoeur na zgornjem Illinoisu.
Bilo bi podcenjevanje reči, da so Illiniji zgolj pozdravili La Sallea. Oni (in več drugih plemen) so se hitro preselili v bližino, vendar je ta koncentracija potencialnih sovražnikov pritegnila pozornost Irokezov v New Yorku. Njihov mir s Francozi je trajal trinajst let, vendar je bil eden od razlogov ta, da so bili v dolgi vojni s svojim zadnjim rivalom, ki je govoril irokeško, Susquehannocki v Pensilvaniji. Ko se je ta končala, se je njihova pozornost ponovno obrnila na zahod in bili so vznemirjeni nad tem, kar so našli. Po prihodu La Sallea so se lovci Illinijev začeli seliti v Indiano, Ohio in spodnji Michigan (ozemlja, ki so jih zahtevali Irokezi) in pobirali vsakega bobra, ki so ga našli. To je bilo dovolj slabo, vendar so Illiniji celo ubijali mlade bobre, kar je pomenilo, da ne bo plemenske zaloge za nadomestitev populacije. Toda Irokezi so cenili tudi mir, zato so se najprej zatekli k diplomaciji, da bi rešili situacijo in poglavar Senecov Annanhaa se je srečal z Illiniji v vasi Ottawa blizu Mackinaca. Razvil se je prepir in Illiniji so umorili Annanhaa. Potem je bil mir nemogoč.
To je bil začetek druge faze bobrovih vojn. Seneci so odložili maščevanje do avgusta, ko je koruza dozorela. Zbrali so 500 bojevnikov in se odpravili na zahod, da bi Illinije naučili lekcije, ki je ne bi nikoli pozabili. Na poti so dodali 100 bojevnikov Miamijev in se odpravili proti Grand Kaskaskiji in Fort Crèvecoeur. Velika vojna skupina, kot je bila, ni mogla potovati neopaženo in opozorila o njenem približevanju so dosegla Illinije. La Salle je tisto pomlad odšel (odličen občutek za čas), da bi začel graditi novo ladjo, ki bi nadomestila Griffona (izgubljenega v nevihti), in pustil Tontija na čelu odprave. Ko so izvedeli, da prihajajo Seneci, je večina Tontijevih mož takoj dezertirala, kar mu je onemogočilo obrambo trdnjave. Tudi Shawneeji v bližini (začasno v miru z Illiniji zaradi trgovine) so odšli in pustili Illinije, da se branijo sami.
Nekateri Illiniji so modro izbrali tradicionalno metodo ravnanja z Irokezi in se umaknili zahodno od Mississippija, vendar je ostalo 500 bojevnikov Tamora, Espeminkia in Maroua (morda opogumljenih s 100 puškami, ki so jih prejeli od Francozov). Z le 400 naboji je bila to usodna napaka. Tonti je to vedel in poslal sporočila v Cahokio, prosil za pomoč, vendar so Cahokiji takrat imeli verski festival in se niso odzvali. Illinijem je uspelo napasti Irokeze na točki med rekama Illinois in Vermillion, vendar so se Irokezi pregrupirali in nadaljevali, končno so septembra prispeli v Grand Kaskaskio. Tonti (ki so ga Illiniji imenovali Železna roka, ker je v evropski vojni izgubil desno roko in jo nadomestil z železno repliko, pokrito z rokavico) je poskušal posredovati na edini preostali način in pogumno stopil proti irokeški bojni črti, prikazujoč pas wampuma, da bi se pogajal o premirju. Irokeški bojevnik ga je zabodel zaradi njegovega truda, ranjen je ležal na tleh, ko se je začela bitka. rešil ga je poglavar Onondaga Agonstot, ki ga je poznal od prej. Pet drugih Francozov, ki so ostali, ga je zgrabilo in hitro zapustilo prizorišče. Ko so dosegli jezero Michigan, so odšli v Green Bay, vendar so Francozi tam manj skrbeli za težave, v katere so se njihovi tekmeci zapletli v deželi Illinois. Tonti in njegovi možje bi tisto zimo stradali, če Potawatomi, jezni na Francoze v Green Bayu zaradi njihove trgovine z Dakotami ne bi vzeli v svoja prebivališča in hranili skozi zimo.
Kljub prebegom je bilo število bojevnikov na obeh straneh precej izenačeno in bitka za Grand Kaskaskio je trajala osem dni. Na koncu je prevladala superiorna ognjena moč Irokezov. Vas je bila preplavljena in usmiljenja ni bilo. Tudi po lastnih standardih so bili Irokezi nenavadno brutalni. Ujetnike so mučili in žive sežigali, pokopališča so bila porušena, trupla pa grozljivo pohabljena. Pred bitko so Illini poslali svoje ženske, otroke in starejše 6 mi (9,7 km) navzdol po reki, da bi se skrili na otoku. Irokezi so jih našli in sledil je velik pokol. Po končanem smrtonosnem delu so Seneca odšli. Ko se je La Salle tistega decembra vrnil, je bila zemlja še vedno posuta z ostanki tisočev Illinoisev. Moški, ženske in otroci ... nihče ni bil prizanesen. Preživelo je le nekaj Tamorojev in Maroajev, o Espeminkijih pa kasneje ni omembe. Nekaj tistih, ki so ušli holokavstu, je pobegnilo navzdol po reki Illinois in nato prečkalo Misisipi. Nezadovoljni so se Seneca vrnili naslednje leto z le nekoliko manj uničujočim učinkom, vendar le zato, ker je bilo manj Tamaro, ki bi jih lahko ubili.
Do junija 1681 si je Tonti opomogel od ran in se pridružil La Salleu v Mackinacu. Vendar se nobeden ni mudil z vrnitvijo v Illinois, ker je bilo potovanje po reki Illinois tisto poletje izjemno nevarno zaradi stalne grožnje seneških vojnih skupin. Toda Irokezi se pozimi niso mogli podati tako daleč in decembra 1681 sta La Salle in Tonti vodila še eno odpravo na jug, da bi obnovila svojo postojanko na zgornjem Illinoisu. Izbrana lokacija je bila naravna trdnjava, strma skalna izboklina s pogledom na reko nasproti Grand Kaskaskie. Takrat so Francozi to mesto imenovali Le Rocher (skala), vendar bi kasnejša tragedija za vedno spremenila njegovo ime v Starved Rock. Spomladi sta La Salle in Tonti zapustila Fort St. Louis, da bi raziskala Misisipi. Aprila je La Salle dosegel Mehiški zaliv in na način vseh velikih raziskovalcev zahteval celotno regijo (Louisiano) za svojega kralja in državo, ne da bi se trudil posvetovati z domorodnimi ljudstvi, ki so tam živela.
La Salle je prejel zasluge za odkritje, medtem ko se je Tonti, njegov zvesti in relativno neznani italijanski pomočnik, vrnil v Illinois, da bi sekal hlode in se branil pred Irokezi – z eno roko, nič manj! Fort St. Louis je bil dokončan v več kot enem letu, vendar je bil ob dokončanju mogočen. Vendar Tonti ni imel dovolj mož, da bi ga sam branil in bilo je potrebno precejšnje spodbujanje, da bi Illine, glede na njihove nedavne izkušnje, prepričal, da se strinjajo, da se naselijo v bližini in pomagajo pri obrambi. Prizadevanjem za dodajanje več plemen za njegovo obrambo so pomagali sami Irokezi. Ob vrnitvi v New York po napadu leta 1681 so Irokezi napadli lovsko skupino Miami blizu ustja Ohia in ujetnike Miami so odpeljali nazaj v New York kot sužnje. Zdi se, da je bil motiv za ta napad na zaveznika ta, da so Miami dovolili Shawneejem (sovražnikom Irokezov), da se naselijo med njimi. Miami so zahtevali odškodnino in so poslali 3.000 bobrovih kož, da bi dosegli izpustitev ujetnikov. Irokezi so obdržali kože in ujetnike.
Besni so Miami leta 1682 zamenjali strani in La Salleu dovolili, da uredi mir med njimi in Illini. Nato so se preselili blizu Fort St. Louisa zaradi trgovine in obrambe. Skoraj 3.000 Shawneejev je prav tako prišlo, kar je povečalo prebivalstvo v bližini na skoraj 20.000. La Salle in Tonti sta ustvarila pravo "medvedjo past" za Irokeze, če bi se odločili ponovno napasti. La Salle je francoskemu imperiju dodal tudi Louisiano, vendar je to malo pomenilo, potem ko je Frontenaca kot guvernerja Kanade zamenjal Joseph Lefebvre de La Barre. La Barre je La Salleu ukazal, naj preda nadzor nad Fort St. Louisom, kar ga je prisililo, da se je vrnil v Francijo, da bi poiskal pomoč pri kralju. La Salle se ni nikoli vrnil v Illinois in so ga leta 1687 ubili njegovi lastni možje med neuspešnim poskusom ustanovitve francoske naselbine v Teksasu.
Kot običajno je Tonti med njegovo odsotnostjo ostal poveljnik. Seneki niso mogli večno ignorirati prisotnosti 20.000 Algonkinov, ki so trgovali s Francozi v Fort St. Louisu in spomladi 1684 so se vrnili z vso silo. Njihovi napadi so najprej prizadeli oddaljene vasi Miami v severni Indiani, kar je dalo dovolj opozorila o njihovem približevanju, nato pa so se razširili proti zahodu v Illinois. Mnogi Illini so odšli, ko so jih dosegle novice o bližajočem se napadu, vendar je Tonti uspel prepričati tiste, ki so ostali, da utrdijo svojo vas in se borijo. Irokezi so oblegali utrdbo šest dni, vendar so se po velikih izgubah morali umakniti. Ta bitka se na splošno šteje za prelomnico bobrovih vojn in mejo irokeške širitve. Vendar pa je bila za Illine to Pirova zmaga. Njihovo prebivalstvo si ni nikoli opomoglo in plemena, ki so jih Francozi zbrali v Fort St. Louisu, so se kmalu izkazala za zaveznike proti skupnemu sovražniku in ne za prijatelje.
Navdušeni nad to zmago so Francozi poskušali organizirati zavezništvo za ofenzivo proti Irokezom, vendar se je to izkazalo za preuranjeno. Ko so se začeli boji v deželi Illinois, Francozi v Green Bayu in Sault Ste. Marie niso poskušali posredovati in so ne tako skrivaj upali, da bodo Irokezi izbrisali La Sallea in Tontija z obličja zemlje. Ker so odkrili bogat vir krzna v domovini Dakot, jim je bila usoda Illinoisa nepomembna. Imeli so tudi dovolj lastnih težav. Plemena Wisconsina in zgornjega Michigana (Ottawa, Wyandot, Ojibwe, Potawatomi, Fox, Sauk, Kickapoo in Mascouten) so bila jezna zaradi francoske trgovine z Dakoto in so bila blizu upora. Še ena vojna z Irokezi za obrambo Illinov – in mnogi so menili, da so Illini dobili, kar so si zaslužili za umor seneškega poglavarja – je bila zadnja stvar, ki so si jo želeli, saj bi ogrozila njihovo sposobnost, da svoje krzno odpeljejo v Montreal skozi dolino Ottawe. Izbrali so nevtralnost in se namesto tega osredotočili na svojo vojno z Dakoto ob zgornjem Mississippiju. Vendar pa se je vojna med Illini in Irokezi razširila na sever, in leta 1683 so Seneki napadli vasi Ottawe blizu Mackinaca, kar je severna plemena potegnilo v boje.
Leta 1683 je guverner La Barre poslal Nicolasa Perrota (leta 1671 je zapustil Green Bay in živel v Quebecu) nazaj v Wisconsin, da bi uredil odnose s severnimi plemeni. Perrotu je uspelo in po porazu Irokezov v Fort St. Louisu naslednje leto, mu je La Barre naročil, naj pridobi njihovo podporo za kampanjo proti Irokezom. Podobna naročila so bila poslana Tontiju v Fort St. Louis, ki je zbral 200 illinskih bojevnikov, vendar je bila po letih nesodelovanja ofenziva tako slabo usklajena, da se je končala z neuspehom. La Barre je panično podpisal pogodbo z Irokezi, s katero jim je prepustil večino dežele Illinois. Zamenjal ga je Jacques-Rene Denonville, ki je pogodbo preklical in začel ustvarjati algonkinsko zavezništvo Velikih jezer, ki bi se lahko spopadlo z Irokezi. Naročil je rivalskim francoskim trgovcem, naj prenehajo s prepiri, okrepil obstoječe utrdbe, dodal nove in plemenom, ki so se bila pripravljena boriti proti Irokezom, priskrbel strelno orožje in strelivo. Do leta 1687 je bilo njegovo okrepljeno zavezništvo pripravljeno na ofenzivo.
Vendar pa je francosko navdušenje v mnogih primerih preseglo navdušenje njihovih zaveznikov. Tonti je bil leta 1685 prisiljen rešiti spor z darili tako Illinom kot Miamijem, da bi jih obdržal v boju proti Irokezom namesto med seboj. Do leta 1688 se je tudi to izkazalo za neustrezno, in Miami so zapustili Fort St. Louis in se preselili vzhodno v severno Indiano – kar je Francoze skrbelo, saj so se bali, da se bodo zavezali z Irokezi. To se je umirilo, ko so bojevniki francoskega zavezništva prodrli na vzhod in začeli potiskati Irokeze nazaj čez Velika jezera v New York. Do leta 1690 so bili Irokezi v defenzivi. Vendar po neuspešni ofenzivi leta 1684 in La Barrejevi koncesiji njihove domovine, Illini niso popolnoma zaupali Francozom. V svojih najboljših trenutkih so se izkazali za nejevoljne zaveznike in leta 1687 je Tonti lahko našel le 85 illinijskih bojevnikov, ki so bili pripravljeni sodelovati v vojni. V najslabšem primeru so bili Illini (še posebej Peoria) "nadloga za francoska prizadevanja za ohranjanje enotnosti, ker je bil njihov glavni problem, kako se znebiti francoskih zaveznikov, ki so se naselili na njihovi zemlji.
Ko so se Irokezi umaknili na vzhod, Illini niso mogli razumeti, zakaj se begunska plemena preprosto niso vrnila tja, od koder so prišla. Razlog je bila francoska trgovina s krznom. Irokezi niso bili le nevaren sovražnik, ampak zaradi svojih vezi z Britanci tudi potencialni komercialni tekmec. Če bi se francoski zavezniki vrnili v svoje stare domove, je obstajala velika verjetnost, da bi nekateri trgovali z Irokezi in se celo z njimi povezali. Zaradi tega so Francozi zavrnili odprtje novih trgovskih postaj na vzhodu in aktivno odvračali svoje zaveznike od odhoda iz Wisconsina. S tem so prisilili begunce, da so poiskali drugje olajšanje od prenatrpanih razmer in nenamerno usmerili svoje ambicije na jezera bobrov in riža Dakotov na zahodu ter rodovitna tla Illinijev na jugu. Medtem je velika populacija v bližini Fort St. Louisa izčrpala drva in povzročila drastičen upad čred bizonov. Illini so bili močno odvisni od bizonov in njihova obramba tega upadajočega vira leta 1689 je izzvala spopad s Shawnee. Shawnee so odšli, da bi se pridružili svojim sorodnikom v Tennesseeju, vendar so kasneje ohranili močno nenaklonjenost do Illinijev in se pogosto vračali, da bi napadli njihove vasi.
Tonti ni izvedel za La Sallejevo smrt do leta 1689 in je takoj zaprosil za svojo trgovsko koncesijo v deželi Illinois. Ker je bil Frontenac ponovno guverner Nove Francije, je bila njegova prošnja hitro odobrena, vendar odhodi Shawneejev in Miamijev niso izbrisali problema izčrpanih virov v bližini Fort St. Louisa. Po posvetovanjih med Tontijem in Illiniji je bilo odločeno, da se opusti Fort St. Louis in Grand Kaskaskia ter se vse preseli dolvodno na jezero Peoria (ki so ga Illini imenovali Pimitoui ali "debelo jezero"). Fort Pimitoui je bil zgrajen pozimi 1691-92 in naslednje leto so jezuiti zgradili misijo. To je povečalo napetosti, saj so bila njihova misijonarska prizadevanja običajno v nasprotju s trgovci s krznom. Sledile so druge misije v Chicagu, Cahokiji in nato v Kaskaskiji. Na splošno so duhovniki želeli izgnati Francoze iz Illinoisa, vendar so sčasoma bili prisiljeni sprejeti medsebojne poroke (opravljene v cerkvi).
Zadnji del bobrovih vojn je sovpadal z vojno kralja Williama (1689-97) med Britanijo in Francijo in zato se temu velikemu konfliktu redko pripisuje njegov pravi pomen v zgodovini. Ko je zmaga sledila zmagi, so Francozi in njihovi zavezniki pridobili nadzor nad vedno večjim delom bobrove dežele ob Velikih jezerih in kljub vojskovanju je krzno v Montreal prispevalo v neprimerljivih količinah. Vendar je uspeh francoske trgovine s krznom na koncu bil njen propad. Z preveč bobrovega krzna na evropskem trgu je ponudba presegla povpraševanje in cena je padla. Ko so dobički strmoglavili, se je Ludvik XIV. odločil, da je končno čas, da prisluhne jezuitskim pritožbam in leta 1696 izdal kraljevo razglasitev, ki je prekinila francosko trgovino s krznom ob Velikih jezerih. Rezultat je bil kaos ravno takrat, ko so bili Francozi na robu, da bi zdrobili Irokeze in dominirali britanske kolonije vzdolž atlantske obale.
Trgovina s krznom je držala njihovo zavezništvo skupaj in brez nje so Francozi izgubili sposobnost nadzora nad svojimi domorodnimi zavezniki. To je bilo takoj očitno v njihovih prizadevanjih za sklenitev miru z Irokezi. Vojna kralja Williama  se je končala z mirovno pogodbo iz Ryswicka leta 1697. Ker je ta sporazum postavil Irokeško ligo pod britansko zaščito, so si Francozi želeli končati bojevanje v Velikih jezerih, da bi preprečili možnost še ene vojne z Britanci, vendar so njihovi zavezniki čutili, da so Irokezi na robu propada in so zavrnili prekinitev. Z vsemi svojimi diplomatskimi spretnostmi je za Francoze trajalo do leta 1701, da so jih prepričali v mir. Drugod domorodni trgovci niso razumeli padca cen, ki ga je povzročil evropski presežek krzna. Namesto tega so videli, da jim Francozi dajejo manj trgovskega blaga za enako količino krzna, kar je bilo dojeto kot pohlep in sebičnost. Posledično so bili francoski trgovci oropani in ubiti in ko so se po kraljevem odloku zaprle postojanke, se je stanje še poslabšalo.
V Illinoisu se je verski spor sprevrgel vnasilje in Peoria so napadli in hudo ranili očeta Jacquesa Gravierja (kasneje je umrl zaradi ran). Francozi so se odzvali tako, da so Peoriam zavrnili prodajo smodnika, ki so se nato maščevali z napadom na francoske trgovce. Ironija je bila, da zaradi propada trgovine s krznom Peoria sploh niso imeli smodnika in so bili prisiljeni uporabiti loke in puščice pri napadu na duhovnika. Fort Pimitoui ni dolgo obstal po kraljevem odloku. Tonti je postal malodušen in ga je zaprl leta 1700. Zapustil je Illinois in odšel na jug, da bi se pridružil prizadevanjem Pierra Le Moyna, Sieurja d'Ibervilla, za ustanovitev francoske kolonije in trgovske postojanke ob ustju Mississippija. Španska nasledstvena vojna je izbruhnila v Evropi med Britanijo in Francijo in se razširila na Severno Ameriko (1701-13). Vendar pa je bilo bojevanje omejeno na Novo Anglijo in kanadsko primorje, in ob Velikih jezerih se je zgodilo malo.
Irokezi so držali obljubo, dano v mirovni pogodbi, podpisani s Francozi v začetku tistega leta in so ostali nevtralni (z izjemo Mohawk), vendar so hitro opazili opustošenje, ki ga je povzročila prekinitev trgovine s krznom znotraj francoskega zavezništva in so svojim nekdanjim sovražnikom ponudili dostop do britanskih in irokeških trgovcev v Albanyju. S tem so se bolj približali uničenju Francozov z ekonomsko subverzijo kot z vojno. Ker Francozi niso mogli konkurirati, so britanski in irokeški trgovci prodrli v francoski monopol. Trgovina s krznom se je nadaljevala, čeprav ne na prejšnjih ravneh, in z njo medplemenska konkurenca za lovno ozemlje. Domovina Illini nikoli ni imela veliko bobrov in njihovi poskusi širitve leta 1680 so povzročili vojno z Irokezi. Nekoliko so se lahko nadomestili z zagotavljanjem drugega blaga, ki so ga Francozi potrebovali, ujetih domorodnih žensk in otrok sužnjev. Illini so si kmalu pridobili sloves strokovnjakov za to in so tako pogosto napadali Pawnee, da je Pani (francosko za Pawnee) v Novi Franciji postal sinonim za indijanskega sužnja.
Illini so v osemdesetih letih 17. stoletja močno izgubili v bobrovih vojnah, vendar so se po letu 1690, ko je francosko zavezništvo potiskalo Irokeze nazaj proti New Yorku, razvile veliko resnejše težave. Sosednja plemena so začela zasegati velike dele nekdanje domovine Illini. Med desetletjem vojskovanja v tem času zahodno od Mississippija so Osage in Missouri prisilili Moingwena, Peoria, Tapouaro in Coiracoentanon, da so se predali lovnemu ozemlju v severovzhodnem Missouriju in nato zapustili svoje vasi ob Des Moinesu v jugovzhodni Iowi. Moingwena so se preselili v severni Illinois in jih je absorbirala Peoria, medtem ko sta Tapouaro in Coiracoentanon izginila v Kaskaskih. Morda so se Illini bojevniki, da bi si to nadomestili in pridobili dostop do ozemlja z več bobri, začeli pridruževati Foxom, Kickapoom, Mascoutenom in Miamijem v vojni, ki je izbruhnila ob zgornjem Mississippiju z Dakotami v devetdesetih letih 17. stoletja. Ker so Francozi oboroževali tudi Dakotw, so Algonquiani malo pridobili proti Dakoti in njihovim zaveznikom iz Iowe, vendar so si Illini prislužili hudo kazen od teh starih sovražnikov, ki so lahko hitro udarili z izkoriščanjem toka reke navzdol, medtem ko so bili Illinoisi prisiljeni boriti se proti toku navzgor, da bi se maščevali.
Vendar je delitev med plemeni, s katerimi sta trgovala La Salleom in Tontijem, Illinois ali trgovci iz Green Baya, je ostala. Še pomembnejši so bili različni interesi prvotnih prebivalcev v primerjavi z begunci, zato si je Illini sodelovanje v teh vojnah proti Dakotam namesto hvaležnosti prislužilo le sum zaradi prejšnjih Illini zahtev po južnem Wisconsinu. Potawatomi so v devetdesetih letih 17. stoletja že zasedli zahodno obalo Michiganskega jezera vse do Chicaga, skupine Mascouten, Wea (Miami) in Piankashaw (Miami) pa so se začele premikati proti jugu v dolino reke Wabash. Ti premiki so se na splošno zgodili brez spopadov, vendar so med letoma 1695 in 1700 Fox in Winnebago skupaj pregnali Kaskaskia iz njihovih zadnjih vasi v južnem Wisconsinu in jih nato začeli pritiskati v severnem Illinoisu.
Medtem, ko so bile druge Illini skupine prisiljene prepustiti ozemlje na zahodu, severu in vzhodu, so Chepoussa in Michigamea ob reki St. Francis v Arkansasu leta 1693 prišli pod napad plemena Quapaw in do leta 1698 so se te najjužnejše Illini skupine preselile v Illinois, kjer so Chepoussa absorbirali Michigamea. Najprej so se poskušali naseliti v južnem Illinoisu, vendar so sovražni Shawnee in Chickasaw to območje naredili nevarno. Ko so se preselili na sever do zgornjega toka reke Illinois, so se Michigamea znašli v vojni Kaskaskia z Fox in Winnebago. Približno ob istem času, ko je Tonti leta 1700 zaprl trgovino v Fort Pimitoui, so Kaskaskia zapustili severni Illinois, in Michigamea so šli z njimi. Po kratkem bivanju blizu Cahokia in Tamaroa sta se obe skupini premaknili še južneje ob vzhodnem bregu Mississippija in se končno naselili blizu jezuitske misije ob ustju reke Kaskaskia. Do leta 1703 so bili skoraj vsi Illini omejeni na spodnjo dolino Illinoisa in vzhodno stran Mississippija med Cahokia in Kaskaskia. Le Peoria so se trmasto držali zgornje doline Illinoisa, ki je bila le 25 let prej središče Illini domovine.

### Medplemenski spopadi
Medtem je francosko zavezništvo razpadalo po prekinitvi trgovine s krznom leta 1696. Do začetka vojne kraljice Ane leta 1701 je bila zvestoba mnogih francoskih zaveznikov dvomljiva zaradi vdorov britanskih in irokeških trgovcev in ker so bili v Severni Ameriki številčno prekašani s strani Britancev, so Francozi potrebovali ta plemena za obrambo Kanade. Zaradi tega se je francoska krona leta 1701 uklonila in dovolila ustanovitev ene same nove trgovske postaje, da bi ohranila zvestobo plemen Velikih jezer. Junija je Antoine de la Mothe Cadillac prispel v Detroit in začel graditi Fort Ponchartrain ter povabil Ottawe in Wyandote, da se naselijo v bližini. Vendar pa je bil Cadillac z le eno postajo, ki bi tekmovala z Britanci, prisiljen povabiti vedno več plemen v Detroit, da bi jim preprečil trgovanje z Britanci. Do leta 1710 je v bližini Detroita živelo 6.000 Wyandotov, Ottaw, Potawatomijev, Ojibwe Miamijev, Peorij, Osagejev in Missourijev in ta koncentracija je kmalu izčrpala vire. Celo prijateljski Wyandoti, Ottawe in Ojibwe so se med seboj spopadali za ozemlje.
Zadnja kaplja čez rob je bila dodana tisto leto, ko je Cadillac povabil Foxe. 1.000 Foxov je prišlo na vzhod iz Wisconsina in s seboj pripeljalo številne svoje zaveznike Mascouten in Kickapoo. To je zaostrilo situacijo, saj so se Foxi vračali v tisto, kar je bila njihova domovina pred bobrovimi vojnami in niso bili niti najmanj sramežljivi pri obveščanju drugih plemen o tem. Življenje blizu Detroita je bilo že težko, ne da bi Foxom dali posebne privilegije, ki so si jih želeli in francoski zavezniki so kmalu zahtevali, da jih Francozi pošljejo nazaj v Wisconsin. To je bilo ignorirano in spomladi 1712 sta Ottawa in Potawatomi vzela stvari v svoje roke z napadom na lovsko skupino Mascouten. Mascouten so pobegnili k Foxom in ko so se Foxi pripravljali na maščevanje, so jih Francozi poskušali ustaviti. Na tej točki so imeli Foxi dovolj Francozov in so napadli Fort Ponchartrain, kar je bil začetek prve vojne Fox (1712-16). Francozi so bili ujeti v svoji utrdbi, ko je prispela velika okrepitvena sila drugih plemen in napadla Foxe od zadaj. Zelo malo Foxov je pobegnilo pred pokolom, ki je sledil, da bi se pridružilo umiku Mascoutenov in Kickapoojev v Wisconsin. Ko pa so tja prispeli, so se preživeli pridružili Foxom, ki so ostali in se začeli maščevati Francozom in njihovim zaveznikom za pokol v Detroitu.
Foxe vojne so bile pravzaprav državljanska vojna francoskega zavezništva in verjetno vir zabave za Irokeze, ki so bili priča spektaklu, kako se njihovi sovražniki borijo med seboj. Ker je bila francoska sposobnost posredovanja v sporih ovirana zaradi trgovinskih omejitev, so imela mnoga plemena še več razlogov stare račune za poravnavo. To je še posebej veljalo za Illine in Fox, saj so Fox nedavno pregnali Kaskaskie in Michigamee iz južnega Wisconsina, kar je bilo poslabšano z nenehnim vdiranjem Fox v severne prerije Illinoisa za lov na bizone. Zaradi tega so se bojevniki Peoria, ki so sodelovali pri pokolu v Detroitu, še posebej veselili mučenja ujetnikov Fox. Ta brutalnost in bližina vasi Peoria plemenu Fox v Wisconsinu sta njihovo maščevanje usmerili na Illine. Francozi se niso mogli učinkovito spopasti z Fox, dokler niso bile trgovinske omejitve odpravljene leta 1715 po smrti Ludvika XIV. Ko so bile te odpravljene, so Francozi lahko pomirili spore med Illini in Miamiji ter Ojibweji in plemeni Green Bay, nato pa nadaljevali vojno proti Lisicam. Leta 1715 je skupna francosko-potawatomska odprava premagala zaveznike Fox, Kickapooje in Mascoutene in jih prisilila k sklenitvi ločenega miru. Foxi so bili same.
Leta 1716 so Francozi poslali še eno odpravo za Foxi v Wisconsinu, vendar jim ni uspelo zavzeti njihove utrjene vasi. Francozi so ponudili mir, ki so ga Foxi sprejeli, vendar sovraštvo iz vojne ni prenehalo. To je bilo še posebej očitno med Foxi in Peoriami. Skozi celoten konflikt je prihajalo do medsebojne izmenjave grozodejstev, pri čemer so Foxi mučile svoje ujetnike Illine, Peoria pa so jim vračale uslugo. Francoski obiskovalci utrjenih vasi Peoria so bili priča pogledu na gnila trupla Fox, ki so visela z zidov. Cikel maščevanja je kmalu zaživel svoje življenje in se ni ustavil leta 1716 z mirom med Fox in Francozi. Peoria so iz čiste zlobe zavrnili vrnitev ujetnikov Fox, lovci Fox pa so še naprej vdirali na ozemlje Illinov za lov na bizone. Francoski poskus posredovanja ni uspel, spopadi pa so se nadaljevali.
S koncem trgovinskih omejitev leta 1715 so Francozi v naslednjih petih letih odprli vrsto postojank: Mackinac, La Baye, Ouiatenon, Chequamegon, St. Joseph, Pimitoui, Miamis, Niagara, De Chartres in Vincennes, vendar je bila škoda že storjena in njihova trgovina v regiji si ni nikoli opomogla. Konkurenca britanskih trgovcev je še naprej rasla in ko so Britanci leta 1727 odprli novo postojanko v Oswegu (New York) v domovini Irokezov, je 80 % bobrov na trgu v Albanyju prihajalo od francoskih zaveznikov. Detroit in druge francoske postojanke so vzpostavile nov trgovinski vzorec, ki je ignoriral Illine. Stara pot od jezera Michigan navzdol po rekah Wisconsin ali Illinois do Mississippija je postala nevarna med Fox vojnami, in po letu 1701 so Francozi začeli uporabljati reki Maumee in Wabash namesto Illinoisa, da bi dosegli Ohio in spodnji Mississippi. Illini, ki so imeli relativno malo bobrov, so bili obvoženi in niso bili več pomembni.
Ločitev je bila dokončana leta 1718 z reorganizacijo francoske uprave v Severni Ameriki, in dežela Illinois je postala del Louisiane. Ludvik XV. je podelil listino in trgovinski monopol Družbi Indije, ki je vključevala grandiozno shemo za kolonizacijo doline Mississippija. Idejo je prvi predlagal Škot po imenu John Law in je pridobila podporo francoskega plemstva, ki je bilo zainteresirano za hitre dobičke. Preden je "Mississippi mehurček" počil v noriji špekulacij leta 1720, so prvi francoski kolonisti prispeli v Kaskaskio in začela se je gradnja nove trdnjave (de Chartres) ter trgovske postojanke. Poleg majhne naselbine, ki se je razvila blizu sulpicijanske misije v Cahokiji, sta bili Kaskaskia in St. Genevieve čez Misisipi v Missouriju središče francoske okupacije Illinoisa do ustanovitve St. Louisa leta 1763. Zaradi jezuitske misije in francoskega prebivalstva sta Kaskaskia in bližnja Michigamea kmalu postali močno katoliški in se poročali s Francozi. Jezuiti pa so imeli manj uspeha s Peori, ki so se odločili ostati na severu kot tradicionalni "sauvages (divjaki)".
Čeprav jih je leta 1704 prizadela črne koze, so do te točke vojne Illinije prizadele hujše udarce kot epidemije. Vendar pa je nekje okoli leta 1710 kombinacija francoske naselitve na spodnjem Misisipiju in povečanega potovanja od tam v deželo Illinois prinesla malarijo med Illinije. To je postalo resno, ko so se Francozi začeli trajno naseljevati v Illinoisu, kar je očitno prineslo prenašalce te bolezni v regijo. Samo določene vrste komarjev lahko širijo to parazitsko okužbo krvi in Illinois ter Indiana sta očitno imela pravo vrsto. Tako populacija Illinijev kot Miamijev se je dramatično zmanjšala med letoma 1718 in 1736, medtem ko so bila druga plemena severneje relativno neprizadeta. Američani, ki so se tam naselili v 19. stoletju, so jo poznali kot "mrzlico" in je bila endemična za regijo do 20. stoletja.
Mir med Foxi in Francozi leta 1716 je bil začasno premirje in Fox so še naprej jezili Francoze z dejanji, ki so škodovala njihovim interesom. Najpomembnejša je bila nadaljevalna vojna Fox s Peori, ki se je po letu 1716 le še stopnjevala v divjosti. Leta 1722 so Illiniji ujeli Minchilaya, nečaka Fox poglavarja Oushale in ga sežgali na grmadi. Illinijev niso marali njihovi sosedje, zato so imeli Foxi malo težav pri novačenju Kickapoojev, Mascoutenov in Winnebagov kot zaveznikov. Preštevilni Peori so se umaknili v svojo naravno trdnjavo na mestu starega Fort St. Louisa in poslali sporočila Francozom v Kaskaskiji za pomoč. Foxi so jih obkolili, vendar je bil položaj težak in v napadu so utrpeli velike izgube. Francozi in drugi Illiniji so zbrali reševalno silo v Fort de Chartres in se odpravili na sever, da bi rešili Peorije. Foxi so se umaknili, preden je prispela, vendar so bili prisiljeni pustiti več kot 100 mrtvih.
Zahodno od Misisipija so se Foxi zapletli tudi v vojno z Osagi in Missouriji, kar je prekinilo francosko trgovino vzdolž Missourija. To je prisililo Francoze, da so leta 1723 organizirali vrsto svetov, da bi uredili mir med Kansami, Pawneeji, Komanči, Nakotami (Yankton Sioux), Osagi, Missouriji, Otoji, Iowami, Foxi in Dakotami. Njihov trud je imel določen uspeh med plemeni ob reki Missouri, vendar so se novi boji razplamteli vzdolž reke Des Moines v jugovzhodni Iowi med Foxi in Iowami ter Osagi in Missouriji. Mirovni sveti leta 1723 so imeli tudi rezultat, ki ga Francozi nikoli niso nameravali. Da bi se borili proti svojim sovražnikom, so Foxi potrebovali zaveznike in iz svojih srečanj z Dakotami na teh svetih so Foxi uspeli skleniti zavezništvo z njimi proti Illinijem. Fox in Dakota so bili sovražni od 1660-ih, zato je njihovo nenadno zavezništvo Francoze takoj naredilo sumničave. Prepričani, da Fox ne morejo sami povzročati toliko težav, so sumili, da Britanci spodbujajo Fokse k sklenitvi tajnega zavezništva proti njim samim.
To je bil sum, ki ga Illiniji niso odvrnili, vendar je bila resnica, da Fox preprosto niso marali Francozov in ni bilo britanske zarote. Vendar je bilo to dovolj, da so Francozi leta 1726 sprožili usklajeno kaznovalno odpravo proti Fox. Ker v deželi Illinois ni bilo dovolj vojakov, da bi to izvedli sami, so Francozi v Kanadi poslali odpravo na zahod, medtem ko se je druga sila 20 francoskih vojakov in 500 bojevnikov Illini zbrala v Fort de Chartres pod poveljstvom Desliettesa. Vendar so se Fox umaknili, preden sta se koloni lahko povezali, kar je Francoze, kot že tolikokrat prej, pustilo razočarane. Na sestankih naslednje leto so Francozi podali svoje prve predloge genocida. Jeza proti Foxom je bila tako velika, da je to naletelo na malo ugovorov njihovih zaveznikov (vključno z Illini), čeprav to ni postalo uradna politika, dokler je kralj ni odobril leta 1732. Francozi so se odločili za vojno, vendar so najprej sprejeli previdnostni ukrep in z diplomacijo izolirali Foxe od njihovih zaveznikov. Ko se je začela druga vojna Fox (1728-37), sta bila Kickapoo in Mascouten edina zaveznika, ki sta Foxom ostala.
Prva francoska odprava proti Foxom je propadla (kot običajno), vendar je kmalu zatem Foxom uspelo "streljati si v nogo" z umorom nekaterih svojih zaveznikov Kickapoo in Mascouten po prepiru glede francoskih ujetnikov. Besni Kickapoo in Mascouten so podpisali ločen mir s Francozi in Foxi so bili spet sami. Pod napadom z vseh strani leta 1730 se jih je približno 1.000 odločilo sprejeti ponudbo zatočišča od Irokezov in zapustiti Wisconsin. Edina težava je bila, da so morali Foxi, da bi prišli v New York, najprej prečkati ozemlje Illini v severnem Illinoisu. Čeprav je bilo to za Foxe nenavadno, so imeli s seboj svoje ženske in otroke in dejansko so poslali odposlanca k Illini, da bi prosili za dovoljenje za prehod. Vendar se je razvil prepir in dovoljenje je bilo zavrnjeno. Z malo izbire so Foxi vseeno prišli in morda kot njihov način slovesa od Illini, so ujeli več Cahokia (vključno s sinom poglavarja) in jih sežgali na grmadi. Foxi so nadaljevali vzhodno čez prerije severnega Illinoisa z bojevnikami Illini v zasledovanju, vendar so jih upočasnjevale njihove ženske in otroci. Ustavili so se vzhodno od današnjega Bloomingtona v Illinoisu in postavili začasno utrdbo za obrambo.
Bolje bi bilo, če bi nadaljevali. Illini so jih obkolili in poslali po pomoč. Francozi in njihovi zavezniki so se spustili na utrdbo Fox z vseh strani. Iz Kanade so prispela navodila guvernerja, da se Foxom ne sme izkazati milosti. Obkroženi z do 1.400 bojevniki, ni bilo pobega. Po 20 dneh obleganja so Foxi stradali in poskušali preboj neko noč med nevihto. Francozi in njihovi zavezniki so jih ujeli in pobili vse. Vse, kar je ostalo, je bilo 600 Foxov v Wisconsinu, ki so pobegnili pod zaščito Saukov zahodno od Green Baya. Potekala so pogajanja za konec vojne, vendar so se Francozi na koncu odločili, da je 600 Foxov 600 preveč in poslali odpravo v vas Sauk, da bi zahtevali njihovo predajo. To je bilo zavrnjeno in med bitko, ki je sledila, sta Sauk in Fox pobegnila in zbežala zahodno čez Mississippi v vzhodno Iowo. Druga francoska odprava jih je tam zasledovala leta 1736, vendar njihovi vodniki Kickapoo niso imeli okusa za genocid in so Francoze vodili v krogu.
Francozi so načrtovali še eno prizadevanje za leto 1737, vendar Kickapoo niso bili edini zaveznik, ki mu je bilo tega dovolj. Illini so izrazili splošno zaskrbljenost, da če bi Foxe lahko uničili na ta način, kdo bi bil naslednji? Kot se je izkazalo, so imeli razlog za skrb. Na sestanku v Montrealu spomladi 1737 so Menominee in Winnebago prosili Francoze, naj izkažejo milost Foxom, medtem ko sta Potawatomi in Ottawa podala podobno zahtevo za Sauke. Soočeni z uporom svojega zavezništva, so se Francozi morali strinjati. Vojna je pravkar izbruhnila v Minnesoti med Ojibwe in Dakoto. Francozi so to poskušali ustaviti in jim ni uspelo. Britanci in Američani so imeli tudi svojo priložnost, vendar so se boji nadaljevali do leta 1850.
Bolj neposredne skrbi za Francoze so bili Chickasaw in Natchez na spodnjem Mississippiju. Natchez so se uprli leta 1729 in ubili 200 Francozov v Fort Rosalie. V naslednjih dveh letih so Francozi s pomočjo Choctawov, zdrobili Natcheze, vendar so mnogi pobegnili k Chickasawom. Tako kot Sauk in Fox, so Chickasaw zavrnili zahteve po predaji Natchezov, in do leta 1736 je bila vojna. Chickasaw so bili dobro oboroženi s strani Britancev in so nadzorovali vzhodno stran Mississippija med Ohiom in severnim Mississippijem. Zapirali so reko za francosko trgovino, s čimer so izolirali Illine in deželo Illinois od preostale Louisiane. Francozi so se neradi pomirili z Foxi in Sauki leta 1737, vendar so bili prisiljeni obrniti svojo pozornost na jug in se spopasti z zadušitvijo trgovine s strani Chickasawov. Peoria in Cahokia sta leta 1733 ponovno zasedla Pimitoui in Grand Kaskaskia, vendar je bil to njun edini dobiček. Niti Fox niti Sauk nista nikoli pozabila pokola na preriji Illinois leta 1730. Kot je bil rezultat njihove vojne proti Winnebagom skoraj stoletje prej, so imeli Illini slabo navado, da so si ustvarjali nepopustljive sovražnike.
Illini so se zavedali svoje naraščajoče stiske in z instinkti utapljajočega se človeka so se priključili Francozom. Na žalost, kot učitelj, ki vidi otroka, ki ga sošolci zbadajo, so Francozi lahko storili le malo, razen da so odvrnili najhujše udarce. Vendar pa so Illini, ko so se priključili francoski zadevi v njihovi vojni s Chickasawi, prelili svojo zadnjo kri z malo dobička. Čeprav redko prejmejo ustrezno priznanje, so bili Chickasaw verjetno najstrašnejši bojevniki vzhodno od Mississippija. Borili so se s skoraj vsemi in nikoli niso izgubili vojne, dokler niso izbrali napačne strani med ameriško državljansko vojno. Francozi in Illini so bili med njihovimi žrtvami, in med letoma 1731 in 1752 nobena kombinacija Francozov in njihovih zaveznikov tako s severa kot z juga reke Ohio ni mogla izgnati tega razmeroma majhnega, zelo žilavega plemena iz njihove domovine med rekama Tennessee in Mississippi v zahodnem Kentuckyju, Tennesseeju in severnem Mississippiju.
Toda Illini, zlasti Kaskaskia in Michigamea, so se izčrpali v boju proti Chickasawom za Francoze. Dve veliki francoski ofenzivi proti Chickasawom leta 1736 in 1740 sta se končali s katastrofo in porazom. Pogosti napadi majhnih vojaških skupin iz Detroita, St. Josepha, plemen Wabash in Illini so bili prav tako poskušani, vendar so Chickasaw večino teh odbili. Medtem ko so Illini v teh napadih vztrajno izgubljali svoje bojevnike, so povračilni ukrepi Chickasawov proti vasem Illini močno prizadeli njihove ženske in otroke. Boji so se vlekli več kot 20 let, vendar jih je prekinila vojna kralja Jurija (1744-48). Kot pri prejšnji vojni kraljice Ane, je bil večji del bojev v tem konfliktu v Novi Angliji in kanadskih pomorskih provincah. Sodelovanje Illinov in drugih francoskih zaveznikov iz Velikih jezer in doline Ohio je bilo omejeno na pošiljanje bojevnikov na vzhod, da bi pomagali braniti Quebec pred britansko invazijo. Do tega nikoli ni prišlo, vendar je britanska blokada reke St. Lawrence prekinila dobavo trgovskega blaga in francoska oblast (ter njihova sposobnost obrambe Illinov) se je zrušila.
Skoraj takoj so se na Illine spustila druga plemena. Sauk, ki niso zaupali Francozom po letu 1737, so po vojnah Fox ostali v Iowi, vendar so leta 1743 ponovno prečkali Mississippi in se začeli širiti na jug. Medtem so Ojibwe pregnali Dakote iz severne Minnesote in južno od reke Minnesota. Da bi se nadomestili, so Dakote zavzele ozemlje od Iowe in jih prisilile na jug. To je seveda končalo njihovo tradicionalno zavezništvo in ujeti med Dakotami in Osagi, so se Iowa povezali z Foxi in Sauki, kar je Illinom dodalo še enega sovražnika. Tudi Kickapoo so se premikali na jug, vendar so leta 1746 Ojibwe, Potawatomi, Menominee in Mascouten združili moči, da bi prisilili Peorie iz južnega Wisconsina. V nevarnosti, da bodo uničeni, so Peorie pobegnili na jug k Francozom v Kaskaskij, in so bili tako obupani za zaveznike, da so prosili Osage v Missouriju za pomoč. Osagi so imeli svojo vojno z Winnebagi in Menominee ter nudi ljubezen do Illinijev. Zavrnili so, vendar so Francozi uspeli urediti premirje, ki je Peorii omogočilo vrnitev v severni Illinois. Njihova ozemlja v Wisconsinu pa so bila za vedno izgubljena.
Britanski trgovci so izkoristili pomanjkanje francoskega blaga in do leta 1746 so z dovoljenjem Irokezov vstopili v Ohio za neposredno trgovanje s francoskimi zavezniki. Sandusky Wyandot poglavarja Orontonyja so bili prvi, ki so prekinili s Francozi in trgovali z Britanci. Do leta 1748 se je to razvilo v odprt upor, ko je Orontony požgal svojo francosko trgovsko postajo in prosil Wyandote iz Detroita, naj se mu pridružijo. Njegovo gibanje je propadlo ob njegovi smrti, vendar se je pod vodstvom poglavarja Miamija Memeskia (La Demoiselle ali "Stara Britanija") oblikovala veliko nevarnejša zarota. Miami so se pridružili Orontonyjevemu uporu proti Francozom in leta 1748 podpisali pogodbo in trgovinski sporazum v Lancasterju v Pensilvaniji z Britanci in Irokezi, ki so dovolili trgovske postaje v njihovih vaseh. Wyandot so odstopili po Orontonyjevi smrti, vendar je Memeskia, jezen zaradi pomanjkanja letnih daril od Francozov, leta 1750 požgal svojo francosko trgovsko postajo in preselil svoje ljudi na vzhod v novo vas v Pickawillanyju (Piqua, Ohio).
Ko je bila zgrajena britanska postaja, je Memeskia začel vabiti druge Miamije k trgovanju. Skoraj edini pozitivni izid malarije v Illinoisu in Indiani po letu 1718 je bil, da sta Illini in Miami končala svoje nekdanje sovraštvo. Zato so bila povabila razširjena tudi na Illini. Kljub njihovi zvestobi Francozom se je temu težko upreti. Francosko blago ni bilo le v pomanjkanju, ampak je bilo britansko blago cenejše in boljše kakovosti. Vendar je Memeskia pričakoval, da Francozi ne bodo krotko sprejeli britanskega prevzema trgovine v dolini Ohia in začel je krožiti pas wampuma, da bi ustvaril tajno zavezništvo proti njim. V zaroto so bile vključene skupine Illini, in Francozi so postali pozorni, da je nekaj zelo narobe, ko so mnogi njihovi zavezniki nenadoma prenehali z napadi na Chickasaw. Aretacija in zapor v Fort de Chartres več Kaskaskia in Piankashaw (pleme Miami) zaradi napadov na francoske trgovce v deželi Illinois sta potrdila obstoj široko razširjene zarote.
Ko je Memeskia ignoriral zahteve po izgonu svojih britanskih trgovcev, so Francozi leta 1751 poskušali prepričati plemena Detroita (Potawatomi, Ottawa, Wyandot in Ojibwe), naj napadejo Pickawillany. Vendar so celo ti zavezniki razmišljali o prehodu k Britancem in so se, z izgovorom epidemije črnih koz, ki je tisto leto prizadela dolino Ohia, odrekli. Na tej točki so Francozi spoznali, kako resno je postalo stanje. V obupu so bili Francozi prisiljeni poiskati zaveznike daleč na severu in Charles Langlade, Métis (mešane krvi), je junija 1752 organiziral vojno skupino 250 Ottaw in Ojibwe v Mackinacu, ki je napadla Pickawillany, ubila Memeskio in 30 drugih Miamijev. Britanska trgovska postaja je bila oropana in požgana, medtem ko so Langladejevi bojevniki skuhali in pojedli Memeskijevo telo. Napad je med drugimi francoskimi zavezniki pustil malo dvoma, kaj bi se jim lahko zgodilo, če bi prekinili s Francozi in začeli trgovati z Britanci.
Illini in drugi uporniki so se takoj opravičili, obljubili svojo zvestobo in obnovili napade na Chickasaw. Vendar sta sodelovanje Illini v zaroti in aretacija nekaterih Kaskaskia v Fort de Chartres jasno kazala, da so Illini izgubili naklonjenost Francozov. To je povzročilo "norijo" s strani sosednjih plemen. Leta 1751 so se Osage zapletli v resne težave v boju s Pawnee in Komanči ter poslali predstavnike k Illini, prosoč za zavezništvo. Spominjajoč se zavrnitve Osage, da bi jim pomagali, ko so bili napadeni leta 1746, so Illini zavrnili. Leto kasneje so Illini imeli razlog, da so obžalovali svojo odločitev. Junija 1752 (isti mesec, ko je bil napaden Pickawillany) je več kot 1.000 bojevnikov Sauk, Fox, Kickapoo, Winnebago in Dakota prišlo po Mississippiju v kanujih in uničilo vas Michigamea južno od Cahokie.
V napadu je bilo ubitih skoraj 80 Illini in preden so se umaknili so roparji požgali tudi vas Illini v Cahokii. Nato so se Michigamea preselili bližje k Fort de Chartres in se združili s Kaskaskia. Nato so izginili iz zgodovine v vseh pogledih, razen da se je njihovo ime pozneje pojavilo na nekaterih pogodbah, podpisanih z Američani. Potawatomi in Mascoutin so bili zaskrbljeni zaradi povračilnih ukrepov Peorie za napad, vendar se druga plemena niso tako sramežljivo lotila prevzemanja dežel Illini. Medtem ko so Sauk zavzeli velika območja ob Misisipiju severno od St. Louisa, so Ojibwe, Kickapoo in Winnebago pograbili dele severnega Illinoisa. Celo Piankashaw (del zarote Memeskia) so poskušali prevzeti zgornji tok reke Kaskaskia, vendar so Illini uspeli obraniti svojo pravico do tega pomembnega lovskega ozemlja. To je bil njihov zadnji vojaški uspeh. Francozi so prosili druga plemena, naj prenehajo. Sauk so se površno opravičili in se leta 1753 ponovno pridružili francoski zvezi, vendar so obdržali ozemlje, vzeta od Illini. Enako so storili tudi drugi francoski zavezniki.

### Pritisk in propad
Glej tudi: Pontiacov upor
Francozi so po napadu na Pickawillany znižali cene in povečali ponudbo trgovskega blaga. Ko se je upor zrušil in so se njihovi zavezniki vrnili v okrilje, so začeli graditi vrsto utrdb po zahodni Pensilvaniji, da bi Britancem preprečili dostop do Ohia. Poskus virginijske milice pod poveljstvom majorja Georgea Washingtona leta 1754, da bi odstranila te utrdbe, je sprožil francosko in indijansko vojno (1755-63). Illini so imeli na začetku vojne manj kot 500 bojevnikov in so jih potrebovali za obrambo preostanka svoje domovine pred sosedi. Vendar so si tudi želeli odkupiti se Francozom za svojo nenavadno izgubo zvestobe, zato so bojevniki Illini odšli na vzhod in sodelovali v napadih Shawneejev in Delawarjev na britanske naselbine v Pensilvaniji in Virginiji. Sodelovali so tudi v kampanji markiza de Montcalma v severnem New Yorku leta 1757, med katero so se njihovi bojevniki okužili z ošpicami in jih prinesli nazaj v svoje vasi, ko so se tisto zimo vrnili.
Epidemija je tisto zimo zajela francoske zaveznike v Velikih jezerih in dolini Ohia ter mnoge od njih izločila iz vojne. Medtem se je plima obrnila v korist Britancev in po padcu Quebeca septembra 1759 so bili Francozi v Severni Ameriki končani. Montreal se je predal naslednje poletje in britanski vojaki so zasedli francoske utrdbe po Velikih jezerih in dolini Ohia z eno izjemo - Fort de Chartres in dežela Illinois sta ostala pod francoskim nadzorom do oktobra 1765, več kot dve leti po tem, ko je Pariška pogodba februarja 1763 uradno končala vojno med Britanijo in Francijo. Po prevzemu nadzora nad Velikimi jezeri Britanci niso poskušali zavzeti Louisiane in so se odločili, da bodo svoje napore osredotočili na zavzetje francoskih posesti v Zahodni Indiji. To je pomenilo, da so bili naslednja tri leta Britanci nominalno pod nadzorom francoskih domorodnih zaveznikov, ki so bili tehnično še vedno v vojni z njimi.
Da bi to rešil, se je Sir William Johnson, britanski indijanski komisar, leta 1761 v Detroitu srečal s plemeni francoske zveze. Vsi so se udeležili z izjemo Illini in Mackinac Ojibwe. Johnsonov namen je bil nadaljevati francoski sistem letnih daril in trgovine, vendar ga je preglasil Jeffrey Amherst, britanski poveljnik v Severni Ameriki. Amherst je preziral ameriške koloniste, zato si ni težko predstavljati njegovega mnenja o Indijancih. Kot varčevalni ukrep je Amherst ukazal prenehanje dajanja letnih daril poglavarjem (po njegovem mnenju podkupovanje) in nato zvišal cene trgovskega blaga ter omejil dobavo, zlasti smodnika in streliva. Ker so postali odvisni od teh predmetov za preživetje, nič, kar bi Amherst lahko storil, ne bi moglo bolj antagonizirati zahodnih plemen. To je prepustil Johnsonu in težave so se začele takoj. Na srečanju v Detroitu leta 1761 Johnson je izvedel, da so Seneca razpošiljali pas wampuma, ki je pozival k splošni vstaji. Johnsonu je uspelo to zatreti, vendar so sledili drugi pasovi: eden od Caughnawaga (krščanski Irokezi blizu Montreala) in drugi od Illini.
Vendar pa nobeno od teh plemen ni imelo dovolj vpliva, da bi združilo plemena stare francoske zveze in ko so Britanci izvedeli za te neuspehe, so postali preveč samozavestni. Suša poleti 1762 je prinesla lakoto tisto zimo in povečala nezadovoljstvo. Hkrati se je med Delawarji uveljavilo novo versko gibanje Neolina in se razširilo na druga plemena. Njegovo pridiganje o zavračanju trgovskega blaga in vrnitvi k tradicionalnim domorodnim vrednotam je imelo najpomembnejšega spreobrnjenca v Pontiacu, poglavarju Ottawe v Detroitu. Vodja enega najpomembnejših plemen francoske zveze, Pontiacova mati je bila Ojibwe in bil je tudi pomemben član Metai (Velike medicinske družbe), tajne verske družbe v večini plemen Velikih jezer. Neolinovo religijo je spremenil v poziv k uporu proti Britancem, Pontiac je poslal sporočila plemenom, ki so jim zagotavljala francosko podporo in prejel obljube od večine, vključno z Illini. Britanci so slišali govorice, vendar so jih ignorirali. Ko je izbruhnila maja 1763, je Pontiacova vstaja zajela devet od dvanajstih britanskih utrdb zahodno od Apalačev.
Tri utrdbe so se obdržale in ko so si Britanci opomogli od začetnega šoka, so pripeljali čete nazaj iz Zahodne Indije in vstaja je začela propadati. Posebej kritičen je bil Pontiacov neuspeh pri zavzetju britanske postojanke v Detroitu. Po šestmesečnem obleganju je Pontiac izvedel za mir med Britanijo in Francijo. Po dogovoru o premirju se je umaknil v severno Indiano. Tisto zimo je načrtoval rešitev situacije, vendar ko so britanske čete naslednje poletje napredovale proti zahodu, so ga zavezniki zapustili in sklenili svoj mir. Pontiac pa je imel še vedno precejšnje število privržencev na zahodu. V upanju, da bo organiziral še eno vstajo na zahodu, je poslal vojne pasove francoskim zaveznikom na spodnji Misisipi in jih prosil, naj preprečijo Britancem, da bi prišli po Misisipiju in zavzeli deželo Illinois. Choctaw in Tunica so se odzvali in Britanci so se morali prebiti mimo Baton Rougea, vendar so s tem odporom šli le malo dlje.
Illini so imeli obupen interes za francoski nadzor nad deželo Illinois in so podpirali upor, vendar z besedami in ne z bojevniki. Ker je bila francoska oblast praktično nična, so Sauki pritiskali na Illini in leta 1761 je skoraj prišlo do vojne med njimi. To je bilo še posebej frustrirajoče za Pontiaca, saj so Illini neradi poslali bojevnike v njegov boj, ki so bili potrebni za obrambo pred sosednjimi plemeni. Končno je dobil njihovo obljubo podpore šele po tem, ko jim je zagrozil, da jih bo sam napadel, če bodo zavrnili. S tem zelo neradim zavezništvom se je Pontiac nato odpravil v Fort de Chartres s 400 bojevniki, da bi prosil Francoze za zaloge in smodnik, vendar ga ni bilo. Kapitan Louis St. Ange de Bellerieve je bil častnik z utrdbo in malo česa drugega. Njegove čete so bile julija evakuirane v New Orleans in so s seboj vzele smodnik. St. Ange je potrpežljivo čakal na prihod Britancev in svetoval Pontiacu, naj sklene mir.
Pontiac je imel nekaj uspeha leta 1764, ko so Kickapoo prisilili britanske sile, poslane, da sprejmejo predajo Fort de Chartres, da se obrnejo nazaj. Naslednjega maja je drugo odpravo, ki jo je poveljeval George Croghan, napadli bojevniki Mascouten in Kickapoo blizu Wabasha. Groghan je bil ujet, vendar so bili ubiti trije poglavarji Shawnee v njegovem spremstvu. Namesto da bi tvegali vojno s Shawneeji, so Kickapoo predali Croghana Miamiju in jih prosili, naj prosijo Britance, naj "uredijo mir" s Shawneeji. Medtem, ko je bil z njimi, so Miami uredili srečanje s Pontiacom v Fort Ouiatenonu in upoštevajoč St. Angejev nasvet, se je Pontiac strinjal, da bo "zakopal bojno sekiro" in oktobra spremljal Croghana v Detroit, da bi podpisal mir. S Pontiacovo predajo in Kickapoo, ki so nenadoma postali zavezani Britancem, je bila pot v deželo Illinois odprta. Istega meseca je St. Ange predal Fort de Chartres kapitanu Thomasu Stirlingu. Prevzem se je zgodil tako hitro, da so bili Illini presenečeni in niso imeli časa organizirati obrambe. Illini nikoli niso izgubili svojega odpora do Britancev in so naslednjih deset let nadlegovali garnizijo v Fort de Chartres (in kasneje v Fort Gage).
To jih ni prikupilo Britancem, vendar so Illini gojili posebno sovraštvo do Pontiaca, ne le zaradi groženj, ki jih je izrekel, ampak tudi zaradi tega, kar so imeli za izdajo, ki je Britancem omogočila prevzem nadzora nad deželo Illinois. Na srečanju z Williamom Johnsonom v New Yorku leta 1766 je Pontiac potrdil svoj prejšnji dogovor v Detroitu in obljubil, da se nikoli več ne bo boril proti Britancem, vendar je njegov ugled trpel. Na srečanju v Ontariu istega leta so mu bojevniki Ottawa kljubovali, vendar je bilo veliko huje nasilno prepiranje, v katerem je zabodel poglavarja Peoria Matachinga (Črni pes). Rana ni bila usodna, vendar je incident podžgal že tako precejšnjo jezo Illinijev. Kljub temu je Pontiac še vedno užival veliko podporo na zahodu in je leta 1767 zapustil Detroit ter se odpravil proti reki Kankakee v severnem Illinoisu. Potem ko so Irokezi leta 1768 v Fort Stanwixu odstopili dolino Ohio, so se širile govorice, da organizira drugi upor.
Illini morda niso bili pripravljeni na britanski prevzem, Francozi pa so bili. Skrivni dogovor v zadnjem trenutku pred podpisom pogodbe z Veliko Britanijo leta 1763 je lastništvo Louisiane prenesel na Španijo in ga odrekel Britancem. Španci so bili nekoliko preobremenjeni s to nenadno zapuščino in Don Antonio de Ulloa ni prispel v New Orleans, da bi formalno prevzel posest Louisiane vse do marca 1766. Tudi takrat je večina uprave in trgovine Louisiane potekala pod istimi francoskimi uradniki kot prej. Prišlo je tudi do splošnega eksodusa francoskega prebivalstva iz dežele Illinois čez Mississippi v novo mesto St. Louis. Čeprav so izgubili svoje jezuitske misijonarje, ko je bil red leta 1764 razpuščen v Franciji, so Illini še vedno imeli veliko število Francozov, ki so ostali v Kaskaskii. Pontiacove razlike z Illini so se le še poslabšale po njegovi selitvi v severni Illinois in med posveti, ki so potekali leta 1768, je prišlo do bolj grenkih prepirov z njimi.
Aprila 1769 je Pontiac odšel v St. Louis, da bi obiskal svojega starega prijatelja St. Angeja, ki je zdaj delal za Špance. Ob tej priložnosti je nosil uniformo francoskega častnika, ki mu jo je dal Louis-Joseph de Montcalm leta 1757. Po nekaj dneh je Pontiac izjavil, da namerava obiskati Cahokio, mešano francosko-illinsko vasico čez reko. Opozorili so ga, da bi to lahko bilo nevarno, vendar je v spremstvu svojih telesnih stražarjev vseeno odšel. Po precejšnjem pitju se je njegova skupina znašla na posesti britanskega trgovca po imenu Williamson, kjer se je Pontiac sprl z mladim bojevnikom Peoria po imenu Pina, ki je bil, kot se je izkazalo, nečak Matachinge, poglavarja Peoria, ki ga je Pontiac zabodel. Pontiac je odšel ven iz koče in se sprehodil ven, vendar mu je Pina sledil in ga z tomahawkom udaril od zadaj. Pontiacovi telesni stražarji so začeli razbijati kraj in iskati morilca, vendar so jih Illini pregnali iz mesta.
Pontiac bi bil verjetno presenečen, kako veliko bolj so ga častili po smrti kot za časa življenja. Širile so se govorice, da je bil atentat del britanske zarote in da je Williamson podkupil Pino z sodom viskija, da bi ubil Pontiaca – možno, vendar ni bilo dokazov. Vendar pa v skladu z duhom časa dokazi niso bili potrebni. Minavavana, poglavar Ojibwejev v Mackinacu, je prišel v Cahokio iskat Williamsona, ki je imel dobro presojo, da je bil odsoten. Ker ga ni našel, je ubil dva njegova uslužbenca. Britanska vpletenost je bila nejasna, vendar ni bilo dvoma o odgovornosti Illinijev in nanje se je zgrnila jeza stare francoske zveze. Sledila je vojna proti Illinijem, med katero so se Ottawa, Ojibwe, Potawatomi, Sauk, Fox, Kickapoo, Mascouten in Winnebago združili, da bi maščevali Pontiaca. Za nekatere je bila motivacija pristna. Za druge je bil to le izgovor za uničenje Illinijev in zavzetje njihove zemlje.
V vsakem primeru so bili Illiniji skoraj iztrebljeni. Peoria so se umaknili v svojo tradicionalno trdnjavo na starem mestu Fort St. Louis, ki jim je že tolikokrat dobro služila. Kmalu so jih obkolili Potawatomi in drugi bojevniki, vendar so navpične stene te osamljene skalne vzpetine ob reki Illinois naredile to nepremagljivo pozicijo. Njihovi sovražniki pa so uspeli prerezati vrvi na vedrih, ki so jih Peoria spuščali v reko po vodo. Po desetdnevnem obleganju so branilci umrli bodisi od žeje bodisi od lakote in to žalostno mesto je od takrat znano kot Starved Rock. Le 200 Peorijem je uspelo priti na varno k ostalim 400 Illinijem v francosko naselbino Kaskaskia. Zaščita Francozov je verjetno edina stvar, ki je preprečila uničenje. Zmagovalci so si nato razdelili illinoiške dežele. Od udeležencev sta le Ottawa in Ojibwe izpustila priložnost za razširitev lastnega ozemlja.
Čeprav je preživelo 600 Illinijev, so bile večinoma ženske in otroci. Še v osemdesetih letih 18. stoletja so ženske prekašale moške vsaj štiri proti ena, kar je pomenilo, da so imeli Illiniji težave z zbiranjem 60 bojevnikov. Zaradi jezuitskih misijonarjev so bili močno kristjanizirani, njihovo prebivalstvo pa se je zmanjševalo zaradi medsebojnih porok s Francozi. Po irokeški odstopitvi Ohia pri Fort Stanwixu leta 1768 se je bela naselbina razlila čez Apalače in žarišče spopadov se je premaknilo na zgornji Ohio v zahodni Pensilvaniji, Zahodni Virginiji in Kentuckyju. Dežela Illinois je bila oddaljena od tega boja, vendar so Shawnee leta 1769, da bi se borili proti pritoku kolonistov, ponudili zavezništvo vsem plemenom v regiji, vključno z Illiniji. Srečanja so potekala v Shawnee vaseh ob reki Scioto v Ohiu leta 1770 in 1771, vendar so bili do takrat Illiniji skoraj iztrebljeni in zadnja stvar, na katero so pomislili, je bilo zavezništvo z ljudmi, ki so to storili. William Johnson je uspel blokirati Shawnee zavezništvo in jih prisilil, da so se sami borili proti vojski virginijskih mejnih prebivalcev med vojno lorda Dunmoreja (1774).
Poleg groženj z vojno z Irokezi, če bi se oblikovalo zavezništvo, je bil Johnson ključen tudi pri razveljavitvi zahtev Wabash Land Company do spodnje doline Wabash, kar je razveselilo plemena Wabash (Kickapoo, Mascouten, Wea in Piankashaw) in jim preprečilo pomoč Shawnee. Illiniji niso bili več pomembni, vendar so še vedno igrali pomembno vlogo v zgodovini regije. Čeprav niso več nadzorovali svoje prvotne domovine, so Britanci izkoristili njihove zahteve do nje in zmanjšali pogoje za pridobitev zemljišč po ugodnih cenah. Julija 1773 je deset poglavarjev Kaskaskie, Cahokie in Peorie podpisalo sporazum z Illinois Land Company, s katerim so odstopili dve veliki območji Illinoisa v zameno za pet šilingov in velik kup trgovskega blaga. Britanci so izgubili zanimanje za dolino Ohio po Johnsonovi smrti leta 1774 in ko so se razvile resnejše težave z bližanjem ameriške revolucije (1775-83). Na splošno so umaknili svoje garnizone na tem območju in se umaknili, da bi opazovali "letenje krzna" med domorodnimi plemeni in ameriškimi mejnimi prebivalci.
Z izbruhom vojne se je njihovo stališče spremenilo in začeli so oboroževati plemena Ohia ter jih spodbujati k napadom na ameriška naselja. Medtem ko je ob zgornjem toku reke Ohio divjala vojna, je dežela Illinois mirno in neudeleženo sedela pod nadzorom simbolične britanske garnizije v Kaskaskii. Američani v Kentuckyju pa so se zavedli britanske šibkosti v Illinoisu in z blagoslovom guvernerja Patricka Henryja iz Virginije, je George Rogers Clark je junija 1778 odšel iz slapov Ohia (Louisville) s 175 pripadniki milice iz Kentuckyja, da bi ga zavzel. Clark je pustil svoje čolne pri Fort Massacre (Fort Massac) in s svojimi možmi odkorakal po kopnem ter julija zavzel Kaskaskio, ne da bi izstrelil en sam strel. Potem ko je francoskemu prebivalstvu zagotovil, da sta Francija in nove Združene države zdaj zaveznici, si je Clark pridobil njihovo zvestobo in posledično tudi zvestobo bližnjih Illinijev. Clark je nato lahko zavzel manjša naselja Prairie du Rocher in Cahokia in potem ko je eden od njegovih oddelkov zasedel Fort Sackville v Vincennesu, so Američani z minimalnim naporom prevzeli nadzor nad deželo Illinois.
Avgusta se je Clark srečal z Illiniji in drugimi plemeni v regiji, ki so, ker so upali, da bo ameriški uspeh obnovil francosko vladavino, ponudili svoje storitve za pomoč pri zavzetju britanske postojanke v Detroitu. Na žalost je bil Clark "indijanski borec", ki je sovražil domorodce in zavrnil ponudbo. Zlata priložnost je splavala po vodi in do oktobra so Britanci reagirali. Polkovnik Henry Hamilton, britanski poveljnik v Detroitu (v Kentuckyju znan kot "kupovalec las", ker je plačeval za ameriške skalpe), je zbral skupino 175 Francozov in 60 detroitskih bojevnikov ter decembra zavzel Fort Sackville. Clark je februarja izvedel drzen pohod sredi zime v Vincennes z 200 možmi (polovica francoskih Illinoijev) in po obleganju prisilil Hamiltona k predaji. Britanski in francoski ujetniki so bili pomiloščeni, vendar sta Clark in njegovi možje bojevnikom odsekala glave s tomahawki.
Čeprav je Clark prejel ponudbe za sodelovanje od skoraj vsakega plemena v deželi Illinois, je to brutalno dejanje večino obrnilo proti Američanom. Spomladi 1780 so Britanci sprožili ofenzivo, namenjeno zavzetju celotnega porečja Mississippija. Ena kolona je pod poveljstvom kapitana Henryja Birda zapustila Detroit in ko je pridobivala moč med premikanjem proti jugu skozi Ohio, je to poletje pustila sled smrti in uničenja skozi ameriška naselja v Kentuckyju. Hkrati je druga britanska sila pod poveljstvom kapitana Emanuela Hesseja odšla iz St. Josepha (Michigan) in se spustila po dolini Illinoisa, da bi napadla Špance v St. Louisu – Španija je vstopila v vojno na ameriški strani. Zaradi Clarkove brutalnosti leto prej je Hesse naletel na majhen odpor plemen v Illinoisu.
Španci pa so imeli dovolj opozoril o njegovem približevanju in so se lahko pripravili. Ko je maja prišlo do napada, je bil odbit z velikimi izgubami na obeh straneh. Preden so se umaknili, so Britanci požgali dele Cahokie na ameriški strani reke. Do leta 1782 se je izmenjava napadov in grozodejstev med plemeni Ohia in Američani razširila vojno in le malo plemen je bilo nevtralnih. Večina se je pridružila Britancem, vključno s Peorijo. Le Kaskaskia in Milwaukee Potawatomi so ostali prijateljski do Američanov. Pariška pogodba je končala vojno leta 1783 in zaradi Clarkovih zmag (in na veliko nelagodje španskih uradnikov v Louisiani) je zahodna meja novih Združenih držav postala reka Mississippi. V dolini Ohia je nastalo splošno zatišje v bojih, ko so Britanci prosili svoje zaveznike, naj prenehajo z napadi na ameriška naselja. Vendar pa so jih tudi spodbujali, naj oblikujejo zavezništvo, da bi Američane obdržali iz Ohia. Zahodno zavezništvo je bilo ustanovljeno na srečanju plemen Ohia v Sanduskyju leta 1783. Nato so Britanci zavezništvu zagotovili orožje in niso hoteli zapustiti svojih utrdb na ameriškem ozemlju, dokler Američani niso plačali zahtev britanskih lojalistov, kot je zahtevala pogodba.
Da bi plačali te in druge obveznosti iz vojne, so morali Američani prodati zemljišča v Ohiu, vendar so se morali najprej dogovoriti z lokalnimi plemeni. Britanci so to vedeli in z oboroževanjem plemen Ohia upali na vrnitev svojih uporniških ameriških kolonij z gospodarskim propadom. Potem ko so leta 1784 prisilili Irokeze, da potrdijo svojo prejšnjo odstopitev doline Ohia, so Američani poskušali doseči dogovor z Ohio plemeni o meji ozemlja s pogodbami, podpisanimi v Fort McIntoshu (1785) in Fort Finneyju (1786). Vendar so te sporazume podpisali predstavniki posameznih plemen in ne Zahodna zveza, s katero so se Američani zavračali pogajati, ker je šlo za britansko zaroto (kar je tudi bila). Dogovorjene meje niso predstavljale soglasja zveze, prav tako kot ameriški predstavniki niso predstavljali volje svojih obmejnih državljanov.
Ameriški obmejni prebivalci so ignorirali mejo in se preselili na domorodne dežele. Ko so se bojevniki zveze poskušali nasilno izseliti, je izbruhnila vojna. Čeprav je večina bojev potekala ob reki Ohio med Ohiom in Kentuckyjem, so se ameriške vdore ob spodnjem Wabashu razvile v boje leta 1786. Francoski prebivalci so uspeli zadržati, medtem ko so se Američani utrdili. George Rogers Clark je tisto jesen prišel na pomoč s kentuckyjsko milico, vendar sta do takrat Kickapoo in Miami že odšla in ni bilo nikogar, s katerim bi se boril. Polovica njegovih mož je takoj dezertirala, vendar je Clark poslal oddelek v Kaskaskio, da bi aretiral trgovca in tri Francoze kot "španske agente". Ravno ko je Clark nameraval začeti resno vojno, mu je ameriški vojaški poveljnik, polkovnik Josiah Harmar ukazal, naj se razpusti in gre domov. Slabi občutki med plemeni Wabash in Američani so se nadaljevali.
V enem od svojih zadnjih dejanj po členih konfederacije je konfederacijski kongres leta 1787 sprejel severozahodno uredbo, ki je določala pravila za ustanovitev teritorialne vlade in morebitno državnost za severozahodno ozemlje (dolina Ohio). Zakonodaja je obljubljala tudi spoštovanje domorodnih zahtev do njihove zemlje, ki je ne bi smeli vzeti brez njihovega soglasja. Zadnji poskus pridobitve tega "soglasja" od ohijskih plemen s pogodbo se je zgodil v Fort Harmarju leta 1789, vendar je bila takrat situacija že izven nadzora. Kickapoo so napadli vojaški konvoj ob ustju Wabash in kot odgovor na napade na naselja v Kentuckyju je milica Patricka Browna tisto poletje napadla vasi Wabash. Boji so se razširili na območje Illinoisa, ko sta se Kickapoo in Piankashaw (Miami pleme) preselila zahodno v Kaskaskio in začela napadati ameriška naselja na tem območju. Na tej točki so se Američani odločili pridobiti "soglasje" s silo, vendar so se njihovi prvi poskusi, Harmar (1790) in St. Clair (1791), končali z najhujšimi porazi, ki so jih kdajkoli utrpeli ameriški vojski s strani domorodcev. Predsednik Washington je poslal generala "Norega" Anthonyja Wayna na zahod, da prevzame poveljstvo, in po dveh letih skrbnih priprav je Wayne avgusta 1794 bojeval in premagal zvezo pri Fallen Timbers. Po požigu njihovih vasi v severnem Ohiu se je Wayne umaknil v zimske prostore v Fort Greenville in čakal, da se zveza dogovori.
Novembra so Britanci podpisali Jayevo pogodbo z Združenimi državami, s katero so se strinjali, da zapustijo svoje utrdbe na ameriškem ozemlju. Brez britanske podpore je zveza spoznala, da je nadaljnji odpor neuporaben. Avgusta 1795 so se poglavarji zveze zbrali v Fort Greenville in predali celoten Ohio razen severozahoda. Čeprav niso sodelovali v vojni niti niso imeli v lasti nobenega od spornih ozemelj, so se Illini prav tako udeležili in podpisali. V zameno so Kaskaskia odstopili 150.000 hektarjev in štiri majhne parcele za gradnjo ameriških utrdb. Po Fort Greenville se je v regiji naselil relativni mir, za vse razen za Illini. Osage so pogosto prehajali čez Mississippi, da bi kradli konje in več drugih plemen je bilo prav tako nagnjenih k napadanju Illini olemena. Zdi se, da za to niso bili potrebni nobeni razlogi. Poglavar Mascouten, ki je leta 1788 živel ob reki Wabash, je Američanu povedal, da vsako leto pošlje vojno skupino proti Illini v Kaskaskiji, da bi podprl Francoze.
Ameriška lakota po zemlji se po Greenvillu ni upočasnila. Ozemlje Indiane je bilo ustanovljeno leta 1800, William Henry Harrison pa je prispel kot njegov prvi guverner z navodili, naj z mirovno pogodbo pogasi domorodne zemljiške naslove. Pri tem se je izkazal za zelo dobrega in v desetih letih mu je uspelo podpisati sporazume o odstopu 21 milijonov hektarjev domorodnih zemljišč. Čeprav so imeli težave z drugimi plemeni, so bili za Illine najresnejši Shawneeji, ki so se naselili v jugovzhodnem Missouriju blizu Cape Girardeaua. Sovražni, odkar so jih Illini leta 1689 prisilili zapustiti Illinois, so Missouri Shawneeji pogosto lovili na ozemlju Illinov vzhodno od reke ali jo prečkali brez dovoljenja, da bi obiskali svoje sorodnike v Ohiu. Leta 1802 je to izbruhnilo v odprto vojno, ko so Shawneeji napadli veliko lovsko skupino Kaskaskia in Tamaroa. Illini so v tej bitki dajali in jemali, vendar so bile žrtve na obeh straneh velike. Shawneeji so imeli dovolj bojevnikov, da so nadomestili svoje izgube, Illini pa ne. Tako malo Tamaroa je ostalo, da so se združili s Kaskaskia.
Ker niso imeli dovolj bojevnikov za obrambo svoje zemlje, so se Illini postavili pod ameriško zaščito. V Vincennesu avgusta 1803 je poglavar Kaskaskia Jean Baptiste Ducoign (DuQuoin), ki je zastopal Kaskaskia, Cahokia, Michigamea in Tamaroa, podpisal pogodbo s Harrisonom, s katero je odstopil preostala zemljišča svojega ljudstva v Illinoisu (skoraj 9 milijonov hektarjev) za 2.000 dolarjev in dve majhni parceli v velikosti 250 in 1280 hektarjev blizu Kaskaskie. Ducoign je za svojo vlogo dobil hišo in 100 hektarjev. Ker so Illini nadzorovali le del tega ozemlja, je bil njihov odstop sladko maščevanje plemenom, ki so tam živela in so jim ta zemljišča vzela leta 1769. Harrison je potreboval še nekaj dodatnih pogodb, da je to uredil z drugimi plemeni, vendar je odstop Illinov odprl vrata. Ameriška širitev se je nadaljevala z nakupom Louisiane leta 1803, kar je Illine postavilo v središče Združenih držav in ne na njihovo zahodno mejo. Leta 1809 je bil Illinois ločen od Indiane in postal samostojno ozemlje.
Harrisonov uspeh pri pridobivanju zemljiških odstopov je končno sprožil vzpon Tecumseha in njegovega brata, preroka Lalawethika. S pozivom k enotnosti za nasprotovanje nadaljnjim zemljiškim odstopom Američanom je Tecumseh kmalu zbral veliko privržencev, zlasti med plemeni v Illinoisu. Glede na njihovo strašno izkušnjo s Pontiacom in kako malo zemlje so še imeli, so Illini zavrnili njegove ponudbe in podprli Američane med vojno leta 1812 (1812-14). Konflikt se je končal z zastojem med Veliko Britanijo in Združenimi državami, za domorodce pa je pomenil popoln poraz, saj so Američani lahko ravnali s plemeni vzhodno od Mississippija, kakor so želeli. Odločili so se, da se domorodci preselijo zahodno od Mississippija in stran od belih naselij. To je vključevalo tudi plemena, tako majhna in akulturirana kot Illini.

### Selitve in moderna zgodovina
Illinois se je leta 1818 pridružil uniji kot 21. država, Illini pa so se septembra v Edwardsvillu srečali z Ninianom Edwardsom in Augusteom Chouteaujem ter se odpovedali svojim zadnjim posestim v Illinoisu za približno 24.000 dolarjev in se strinjali, da se preselijo čez Mississippi v St. Genevieve v Missouriju. Peoria, ki ni bila stranka pogodbe v Vincennesu leta 1803, je prav tako podpisala, vendar se ni bila dolžna preseliti, saj se je že sama preselila zahodno od reke. To je bilo le začasno. Ko je Missouri leta 1821 postal država, je pritisk belih državljanov kmalu povzročil, da je zvezna vlada iskala nova mesta na zahodu za preselitev vzhodnih plemen. Oktobra 1832 so se voditelji 140 preostalih Illinov srečali z Williamom Clarkom (mlajšim bratom Georgea Rogersa) v Castor Hillu (St. Louis) in v zameno za vse svoje zahteve po zemlji v Illinoisu in Missouriju dobili 150 odsekov zemlje v vzhodnem Kansasu.
To je bilo veliko zemlje za tako malo ljudi in dejstvo, da je bila lokacija južno od Shawneejev, jih ni motilo. Illini so se tisto leto preselili in metodistično]misijo zanje je na severni strani Marais des Cygnes zgradil častiti James Slavens. Hkrati je bil ločen rezervat ustanovljen za njihove sosede, tesno povezane Piankashaw in Wea, vzhodno od njih. Da bi olajšali gradnjo transkontinentalne železnice, sta bili Kansas in Nebraska leta 1854 odprti za belo naselitev. To je dejansko vzelo več kot polovico tistega, kar je bilo nekoč rezervirano za vzhodna plemena kot indijansko ozemlje. Ker so bile meje njihovih rezervatov določene s pogodbo, priseljenska plemena niso bila prisiljena predati svoje zemlje, vendar so bili tisti z odvečno zemljo (in to so bili po mnenju vlade vsi) pod pritiskom, da odvečno zemljo prodajo za belo naselitev. Ker so bili močno oboroženi belci, ki so prihajali v Kansas, da bi se borili med seboj zaradi črnega suženjstva, nagnjeni k temu, da preprosto vzamejo nezasedena domorodna ozemlja, se je le malo plemen prepiralo.
Ker so vsi imeli velike dolgove pri vladnih trgovcih, so se Illini, Wea in Piankashaw odločili združiti v eno pleme, Združena plemena Kaskaskia in Peoria, Piankashaw in Wea, za pogajanja. Leta 1854 je združena skupina podpisala pogodbo, s katero se je strinjala z dodelitvijo 160 arov z desetimi odseki, ki naj bi bili v skupni lasti kot plemenska lastnina. Presežek naj bi bil prodan za naselitev, vendar sta to prekinila nasilje "Krvavega Kansasa" in ameriška državljanska vojna. Kansas je leta 1861 postal država in ponovno je bil čas, da se Illini preselijo. To je bilo odloženo do po državljanski vojni in zvezna vlada je lahko kaznovala Cherokee in druga plemena Oklahome za njihovo podporo Konfederaciji med vojno, tako da jih je prisilila, da sprejmejo preselitev plemen Kansasa na njihova ozemlja. Preganjani z davki Kansasa, ki so bili nezakonito naloženi na njihovo dodeljeno zemljo, so Konfederirani Peoria, Kaskaskia, Wea in Piankashaw leta 1867 podpisali večstransko pogodbo z drugimi plemeni Kansasa, v kateri so se strinjali, da se znebijo svojih preostalih posesti v Kansasu in se preselijo na ozemlja, ki jih je treba kupiti od Quapaw v severovzhodni Oklahomi. Nekaj družin se je odločilo za državljanstvo, ki ga je dovoljevala pogodba in ostalo v Kansasu.
Njihova nova ozemlja v Oklahomi niso trajala dolgo. Preostala ozemlja, dodeljena med letoma 1893 in 1907, so bila dana okrožju Ottawa v Oklahomi za belo naselitev. Goljufije in korupcija so kmalu vzele tudi ostalo. Oklahoma je bila sprejeta kot država leta 1907, vendar do takrat ni bilo več prostora za preselitev domorodnih ljudstev, da bi jih obdržali stran od bele naselitve. Peoria so končno ostali. Morda zato, ker je slišala zgodbo, da je zadnji Illini umrl v Starved Rocku leta 1769, je zvezna vlada leta 1950 ukinila plemenski status Peoria. Zahtevki za množično goljufijo, ki je spremljala prodajo njihovih ozemelj v Kansasu, so bili končno poravnani leta 1974, vendar zvezno priznanje ni bilo obnovljeno do leta 1978. S trenutnim številom skoraj 2.000 članov in 39 arov plemenske zemlje se pleme Peoria iz Oklahome nahaja v Miamiju v Oklahomi.

## Etnografija
Zgodnji pisci so Illinoise opisovali kot visoke in močne ljudi, lepega obraza. Bili so spretni v streljanju z lokom, v vojni pa so uporabljali tudi bojne kije in kopja. Poligamija je bila običajna. Moški je včasih vzel več sester za žene. Po Hodgeu se je nezvestoba v zakonu kaznovala z odrezanjem nosu, če je bil mož zelo ljubosumen, celo na podlagi suma. Po njegovem mnenju to velja tudi za njihove sorodnike Miami, pa tudi za plemena Sioux in Apače. Prebivališča Illinoisov so bila skupna, prekrita z dvojnimi rogoznicami, tako dobro sešitimi, da ni mogel prodreti veter, sneg ali dež. Vsako takšno prebivališče je imelo do pet družin, po Hodgeu (ki navaja Hennepina in do 10), vendar so bili v njegovem času Illinoisi veliko številčnejši, 400 hiš, 6.500 duš z 1.800 bojevniki (1680), vsaka družina je v takšnem prebivališču kurila po dva ognja. Šamanizem je imel veliko vlogo, kar se vidi tudi po njihovih šamanih-transvestitih, s katerimi so se norčevali, a so se po drugi strani šteli za zelo močne in so jih spoštovali. Šaman-berdaš je lahko šel v vojno samo z vojno kijem. Podobno je obstajalo tudi pri Siouksih.